# Torneo Argentino B 2004-05
El Torneo Argentino B 2004-05 fue la décima temporada de esa competencia, correspondiente a la cuarta división del fútbol argentino para los clubes indirectamente afiliados.
Otorgó siete ascensos al Argentino A, que, de esa manera, expandió la cantidad de equipos.
Se produjo un cambio de formato, reduciendo el número de participantes y el modo de acceder al torneo, ya que se creó la quinta división para equipos no afiliados, el Torneo del Interior.
Formaron parte cuarenta y ocho equipos, divididos en ocho zonas, a los que luego se sumaron dos más provenientes del Torneo del Interior.

## Formato

### Primera fase
Para esta temporada, el torneo fue dividido en tres etapas: Un torneo Apertura (jugado en el segundo semestre de 2004), un torneo Clausura y una Fase Final (ambos jugados en el segundo semestre de 2005). Los torneos Apertura y Clausura no definían campeones, sino que definían a los equipos que clasificarían a la Fase Final y los equipos que descenderían al Torneo del Interior.
Los equipos fueron agrupados en 8 zonas de seis equipos cada una, los cuales se enfrentaron en partidos de ida y vuelta, por el sistema de liguillas o todos contra todos. De cada zona, los dos mejores posicionados clasificaban a la fase eliminatoria, para definir 4 equipos que clasifiquen a la etapa final, aplicando este criterio para ambos torneos.

### Fase final
Finalizados los torneos Apertura y Clausura, luego de cada torneo, los dos mejores equipos posicionados de cada zona clasificaban a las fases eliminatorias, donde un total de 16 equipos se enfrentaron en partidos de ida y vuelta, mediante el sistema de llaves de eliminación directa. Los equipos ganadores avanzaban de ronda, mientras que los perdedores finalizaban su participación en el torneo. Al finalizar la segunda ronda, cuatro equipos clasificaban a la Fase Final, para definir los ascensos.

### Ronda final
Luego de finalizadas las fases eliminatorias de cada torneo, un total de 8 equipos clasificaban a la Fase Final, para definir los ascensos al Torneo Argentino A y por consiguiente, a los campeones del Torneo Argentino B. Al igual que en la fase anterior, los 8 equipos se disputaron los ascensos a través de partidos de ida y vuelta, mediante el sistema de llaves de eliminación directa. 
Cada campeón y cada ascenso se definía dependiendo de la ubicación geográfica, por lo que previo a la disputa de la fase final, se dividió al grupo en dos zonas (Norte y Sur) de cuatro equipos, ordenados según su proximidad geográfica. De esta forma, se jugaba por cada zona, una semifinal y una final, definiendo un campeón por cada región.
Si ocasionalmente, algún equipo resultase clasificado a esta instancia, tanto por el Torneo Apertura como por el Torneo Clausura, se reducía la cantidad de equipos en la semifinal y el doble ganador clasificaba a la final en forma directa.

### Tabla general anual
Al finalizar los torneos, se confeccionaba una tabla general con la sumatoria de puntos obtenida por cada equipo, a lo largo del año. Esta tabla servía principalmente para definir a los equipos que disputaron las promociones de ascenso y dos de los equipos que descendieron directamente al Torneo del Interior, aunque también permitía a los equipos mejores posicionados disputar los ascensos, en caso de repetirse ganadores en las fases eliminatorias de los torneos.

### Criterios de emparejamiento y definición
Para el desarrollo de cada uno de los torneos, los 48 equipos fueron agrupados en 8 zonas de 6 equipos cada uno, los cuales fueron agrupados dependiendo de la proximidad geográfica. Cada zona se definía por el sistema de liguillas o todos contra todos, a partidos de ida y vuelta, contabilizando un total de 10 partidos disputados por torneo, en cada zona. 
Para los casos en los que las instancias requerían definiciones por sistema de llaves de eliminación directa, se tomaba como criterio de emparejamiento la proximidad geográfica, resultando ganador de cada llave, aquel equipo que de entre ambos contendientes haya obtenido mayor cantidad de puntos. En caso de empate en puntos, se recurría a la definición por diferencia de gol, o resultado global, y de persistir el empate, se recurría a la definición mediante tiros desde el punto penal.

### Ascensos
Para esta temporada, además de los dos ascensos directos al Torneo Argentino A otorgados a los campeones, se dispuso el otorgamiento de otros ascensos mediante una Liguilla Complementaria, la cual fue disputada entre los equipos perdedores de la Fase Final, a los cuales les fueron agregados en forma exclusiva, los dos campeones y recién ascendidos del Torneo del Interior 2005.
Los dos primeros ascensos de disputaron entre los perdedores de las semifinales de la Fase Final, jugándose dos llaves de eliminación directa a partidos ida y vuelta. Los dos ganadores ascendieron y los perdedores fueron a un repechaje para jugar la promoción.
Los dos siguientes ascensos los disputaron los dos perdedores de la final de la Fase Final, contra los campeones del Torneo del Interior. Como en la llave anterior, los ganadores ascendieron en forma directa y los perdedores fueron al repechaje de promoción.
Finalmente y una vez definidos los ascensos directos y los partidos de promoción con el Torneo Argentino A, el Consejo Federal dispuso un último ascenso, para ser disputado por los perdedores de las promociones. De esta manera, se otorgó un total de 7 ascensos.
En todos los casos de enfrentamientos por eliminación directa, fueron aplicados los criterios de emparejamiento y definición enunciados.

### Descensos
- Criterio 1: Finalizados los torneos Apertura y Clausura, por cada zona se realizaba una sumatoria de puntos contabilizando lo obtenido en los 20 partidos disputados en el año. El último equipo posicionado de cada zona, dentro de ese acumulado, perdía la categoría. En caso de ocurrir un empate en puntos, se jugaba un desempate para definir al equipo que finalmente perdería la categoría.

- Criterio 2: Definidos los equipos que descendieron por cada zona, se recurrió a la Tabla General Anual para buscar a los cuatro peores posicionados excluyendo a los ya descendidos por criterio de zonas. De esos cuatro, los dos peores posicionados descendieron directamente y los otros dos jugaron las promociones de descenso.

## Equipos participantes
| Zona   | Club                                  | Ciudad                              | Provincia           | Liga de Origen                               |
| ------ | ------------------------------------- | ----------------------------------- | ------------------- | -------------------------------------------- |
| Zona A | Bancruz                               | Río Gallegos                        | Santa Cruz          | Liga de Fútbol Sur                           |
| Zona A | Centenario                            | Centenario                          | Neuquén             | Liga de Fútbol del Neuquén                   |
| Zona A | Huracán                               | Comodoro Rivadavia                  | Chubut              | Liga de Fútbol de Comodoro Rivadavia         |
| Zona A | Deportivo Madryn                      | Puerto Madryn                       | Chubut              | Liga de fútbol Valle del Chubut              |
| Zona A | Germinal                              | Rawson                              | Chubut              | Liga de fútbol Valle del Chubut              |
| Zona A | Alianza                               | Cutral-Co                           | Neuquén             | Liga de Fútbol del Neuquén                   |
| Zona B | Racing                                | Olavarría                           | Buenos Aires        | Liga de fútbol de Olavarría                  |
| Zona B | Atlético Banfield                     | Mar del Plata                       | Buenos Aires        | Liga Marplatense de fútbol                   |
| Zona B | Deportivo Santamarina                 | Tandil                              | Buenos Aires        | Liga Tandilense de fútbol                    |
| Zona B | Sporting                              | Punta Alta                          | Buenos Aires        | Liga del Sur (Bahía Blanca)                  |
| Zona B | Alvarado                              | Mar del Plata                       | Buenos Aires        | Liga Marplatense de fútbol                   |
| Zona B | Grupo Universitario                   | Tandil                              | Buenos Aires        | Liga Tandilense de fútbol                    |
| Zona C | Villa Atuel                           | Villa Atuel                         | Mendoza             | Liga Sanrafaelina de Fútbol                  |
| Zona C | Alianza                               | Santa Lucía                         | San Juan            | Liga Sanjuanina de fútbol                    |
| Zona C | Estudiantes                           | Río Cuarto                          | Córdoba             | Liga Regional de fútbol de Río Cuarto        |
| Zona C | Gimnasia y Esgrima                    | Mendoza                             | Mendoza             | Liga Mendocina de fútbol                     |
| Zona C | Deportivo Roca                        | General Roca                        | Río Negro           | Liga Deportiva Confluencia                   |
| Zona C | Estudiantes                           | San Luis                            | San Luis            | Liga Sanluiseña de fútbol.                   |
| Zona D | Juventud                              | Pergamino                           | Buenos Aires        | Liga de fútbol Pergamino                     |
| Zona D | La Plata FC                           | La Plata                            | Buenos Aires        | Liga Amateur Platense de fútbol              |
| Zona D | Sportivo Las Parejas                  | Las Parejas                         | Santa Fe            | Liga Cañadense de Fútbol                     |
| Zona D | El Linqueño                           | Lincoln                             | Buenos Aires        | Liga Amateur de Deportes (Lincoln)           |
| Zona D | La Emilia                             | La Emilia                           | Buenos Aires        | Liga Nicoleña de fútbol                      |
| Zona D | Almirante Brown                       | Arrecifes                           | Buenos Aires        | Liga de fútbol de Arrecifes                  |
| Zona E | Atlético Ledesma                      | Libertador General San Martín       | Jujuy               | Liga Regional Jujeña de Fútbol               |
| Zona E | San Martín                            | San Miguel de Tucumán               | Tucumán             | Liga Tucumana de Fútbol                      |
| Zona E | Central Norte                         | Salta                               | Salta               | Liga Salteña de fútbol                       |
| Zona E | Altos Hornos Zapla                    | Palpalá                             | Jujuy               | Liga Jujeña de Fútbol                        |
| Zona E | Concepción FC                         | Concepción                          | Tucumán             | Liga Tucumana de Fútbol                      |
| Zona E | San Martín (E.B.)                     | El Bañado (Valle Viejo)             | Catamarca           | Liga Chacarera de Fútbol                     |
| Zona F | Sportivo Belgrano                     | San Francisco                       | Córdoba             | Liga Regional de Fútbol San Francisco        |
| Zona F | Atlético Alumni                       | Villa María                         | Córdoba             | Liga Villamariense de fútbol                 |
| Zona F | Atlético Policial                     | San Fernando del Valle de Catamarca | Catamarca           | Liga Catamarqueña de fútbol                  |
| Zona F | Central Córdoba                       | Santiago del Estero                 | Santiago del Estero | Liga Santiagueña de Fútbol.                  |
| Zona F | Atlético Mitre                        | Santiago del Estero                 | Santiago del Estero | Liga Santiagueña de Fútbol                   |
| Zona F | Independiente                         | La Rioja                            | La Rioja            | Liga Riojana de Fútbol                       |
| Zona G | Atlético Uruguay                      | Concepción del Uruguay              | Entre Ríos          | Liga de fútbol de Concepción del Uruguay     |
| Zona G | Boca Unidos                           | Corrientes                          | Corrientes          | Liga Correntina de fútbol                    |
| Zona G | Juventud Unida                        | Gualeguaychú                        | Entre Ríos          | Liga Departamental de fútbol de Gualeguaychú |
| Zona G | Guaraní Antonio Franco                | Posadas                             | Misiones            | Liga Posadeña de fútbol                      |
| Zona G | Eldorado                              | Eldorado                            | Misiones            | Liga de fútbol de Eldorado                   |
| Zona G | Textil Mandiyú                        | Corrientes                          | Corrientes          | Liga Correntina de fútbol                    |
| Zona H | Chaco For Ever                        | Resistencia                         | Chaco               | Liga Chaqueña de fútbol                      |
| Zona H | 9 de Julio                            | Rafaela                             | Santa Fe            | Liga Rafaelina de fútbol                     |
| Zona H | At. Patronato de la Juventud Católica | Paraná                              | Entre Ríos          | Liga Paranaense de fútbol                    |
| Zona H | Sportivo Patria                       | Formosa                             | Formosa             | Liga Formoseña de fútbol                     |
| Zona H | Sarmiento                             | Resistencia                         | Chaco               | Liga Chaqueña de fútbol                      |
| Zona H | Libertad                              | Sunchales                           | Santa Fe            | Liga Rafaelina de fútbol                     |

### Distribución geográfica
| Región                           | Equipos |
| -------------------------------- | ------- |
| Ciudad de Buenos Aires           | 0       |
| Provincia de Buenos Aires        | 11      |
| Provincia de Catamarca           | 2       |
| Provincia del Chaco              | 2       |
| Provincia del Chubut             | 3       |
| Provincia de Córdoba             | 3       |
| Provincia de Corrientes          | 2       |
| Provincia de Entre Ríos          | 3       |
| Provincia de Formosa             | 1       |
| Provincia de Jujuy               | 2       |
| Provincia de La Pampa            | 0       |
| Provincia de La Rioja            | 1       |
| Provincia de Mendoza             | 2       |
| Provincia de Misiones            | 2       |
| Provincia del Neuquén            | 2       |
| Provincia de Río Negro           | 1       |
| Provincia de Salta               | 1       |
| Provincia de San Juan            | 1       |
| Provincia de San Luis            | 1       |
| Provincia de Santa Cruz          | 1       |
| Provincia de Santa Fe            | 2       |
| Provincia de Santiago del Estero | 2       |
| Provincia de Tierra del Fuego    | 0       |
| Provincia de Tucumán             | 2       |
| Total                            | 48      |

## Torneo Apertura

### Primera fase

#### Zona A
| Zona A | Zona A                       | Zona A | Zona A | Zona A | Zona A | Zona A | Zona A | Zona A | Zona A |
| Equipo | Equipo                       | Pts    | PJ     | PG     | PE     | PP     | GF     | GC     | DIF    |
| ------ | ---------------------------- | ------ | ------ | ------ | ------ | ------ | ------ | ------ | ------ |
| 1º     | Bancruz (Río Gallegos)       | 18     | 10     | 5      | 3      | 2      | 12     | 8      | 7      |
| 2º     | Centenario (Neuquén)         | 15     | 10     | 4      | 3      | 3      | 13     | 8      | 5      |
| 3º     | Huracán (Comodoro Rivadavia) | 15     | 10     | 3      | 6      | 1      | 15     | 11     | 4      |
| 4º     | Deportivo Madryn             | 14     | 10     | 4      | 2      | 4      | 14     | 12     | 2      |
| 5º     | Germinal (Rawson)            | 7      | 10     | 2      | 1      | 7      | 8      | 24     | -16    |
| 6º     | Alianza Cutral Có (Neuquén)  | 3      | 10     | 3      | 3      | 4      | 12     | 14     | -2     |

|  | Clasificado a la Fase final |

#### Zona B
| Zona B | Zona B                       | Zona B | Zona B | Zona B | Zona B | Zona B | Zona B | Zona B | Zona B |
| Equipo | Equipo                       | Pts    | PJ     | PG     | PE     | PP     | GF     | GC     | DIF    |
| ------ | ---------------------------- | ------ | ------ | ------ | ------ | ------ | ------ | ------ | ------ |
| 1º     | Racing (Olavarría)           | 19     | 10     | 6      | 1      | 3      | 16     | 11     | 5      |
| 2º     | Banfield (Mar del Plata)     | 18     | 10     | 5      | 3      | 2      | 12     | 8      | 4      |
| 3º     | Santamarina (Tandil)         | 17     | 10     | 5      | 2      | 3      | 19     | 14     | 5      |
| 4º     | Sporting (Punta Alta)        | 12     | 10     | 4      | 0      | 6      | 11     | 17     | -6     |
| 5º     | Alvarado (Mar del Plata)     | 11     | 10     | 3      | 2      | 5      | 8      | 11     | -3     |
| 6º     | Grupo Universitario (Tandil) | 8      | 10     | 2      | 2      | 6      | 14     | 19     | -5     |

|  | Clasificado a la Fase final |

#### Zona C
| Zona C | Zona C                         | Zona C | Zona C | Zona C | Zona C | Zona C | Zona C | Zona C | Zona C |
| Equipo | Equipo                         | Pts    | PJ     | PG     | PE     | PP     | GF     | GC     | DIF    |
| ------ | ------------------------------ | ------ | ------ | ------ | ------ | ------ | ------ | ------ | ------ |
| 1º     | Villa Atuel (Mendoza)          | 16     | 10     | 4      | 4      | 2      | 16     | 12     | 4      |
| 2º     | Juventud Alianza (Santa Lucía) | 16     | 10     | 4      | 4      | 2      | 10     | 6      | 4      |
| 3º     | Estudiantes (Río Cuarto)       | 14     | 10     | 3      | 5      | 2      | 10     | 7      | 3      |
| 4º     | Gimnasia y Esgrima (Mendoza)   | 13     | 10     | 3      | 4      | 3      | 12     | 13     | -1     |
| 5º     | Deportivo Roca (Río Negro)     | 11     | 10     | 2      | 5      | 3      | 10     | 15     | -5     |
| 6º     | Estudiantes (San Luis)         | 6      | 10     | 0      | 6      | 4      | 3      | 8      | -5     |

|  | Clasificado a la Fase final |

#### Zona D
| Zona D | Zona D                      | Zona D | Zona D | Zona D | Zona D | Zona D | Zona D | Zona D | Zona D |
| Equipo | Equipo                      | Pts    | PJ     | PG     | PE     | PP     | GF     | GC     | DIF    |
| ------ | --------------------------- | ------ | ------ | ------ | ------ | ------ | ------ | ------ | ------ |
| 1º     | Juventud (Pergamino)        | 18     | 10     | 5      | 3      | 2      | 14     | 7      | 7      |
| 2º     | La Plata F.C.               | 18     | 10     | 5      | 3      | 2      | 17     | 13     | 4      |
| 3º     | Sportivo Las Parejas        | 17     | 10     | 5      | 2      | 3      | 13     | 10     | 3      |
| 4º     | El Linqueño                 | 15     | 10     | 4      | 3      | 3      | 14     | 9      | 5      |
| 5º     | La Emilia                   | 12     | 10     | 3      | 3      | 4      | 10     | 11     | -1     |
| 6º     | Almirante Brown (Arrecifes) | 2      | 10     | 0      | 2      | 8      | 6      | 24     | -18    |

|  | Clasificado a la Fase final |

#### Zona E
| Zona E | Zona E                     | Zona E | Zona E | Zona E | Zona E | Zona E | Zona E | Zona E | Zona E |
| Equipo | Equipo                     | Pts    | PJ     | PG     | PE     | PP     | GF     | GC     | DIF    |
| ------ | -------------------------- | ------ | ------ | ------ | ------ | ------ | ------ | ------ | ------ |
| 1º     | Atlético Ledesma (Jujuy)   | 17     | 10     | 5      | 2      | 3      | 13     | 9      | 4      |
| 2º     | San Martín (Tucumán)       | 15     | 10     | 3      | 6      | 1      | 16     | 9      | 7      |
| 3º     | Central Norte (Salta)      | 15     | 10     | 4      | 3      | 3      | 12     | 10     | 2      |
| 4º     | Altos Hornos Zapla (Jujuy) | 14     | 10     | 3      | 5      | 2      | 10     | 8      | 2      |
| 5º     | Concepción F.C.            | 10     | 10     | 2      | 4      | 4      | 11     | 13     | -2     |
| 6º     | San Martín (Catamarca)     | 8      | 10     | 2      | 2      | 6      | 5      | 18     | -13    |

|  | Clasificado a la Fase final |

#### Zona F
| Zona F | Zona F                        | Zona F | Zona F | Zona F | Zona F | Zona F | Zona F | Zona F | Zona F |
| Equipo | Equipo                        | Pts    | PJ     | PG     | PE     | PP     | GF     | GC     | DIF    |
| ------ | ----------------------------- | ------ | ------ | ------ | ------ | ------ | ------ | ------ | ------ |
| 1º     | Sportivo Belgrano (Cba.)      | 20     | 10     | 6      | 2      | 2      | 19     | 7      | 12     |
| 2º     | Alumni (Villa María)          | 19     | 10     | 6      | 1      | 3      | 16     | 10     | 6      |
| 3º     | Atlético Policial (Catamarca) | 17     | 10     | 5      | 2      | 3      | 18     | 14     | 4      |
| 4º     | Central Córdoba (SdE)         | 14     | 10     | 4      | 2      | 4      | 12     | 7      | 5      |
| 5º     | Mitre (SdE)                   | 10     | 10     | 3      | 1      | 6      | 13     | 27     | -14    |
| 6º     | Independiente (La Rioja)      | 6      | 10     | 2      | 0      | 8      | 7      | 6      | -13    |

|  | Clasificado a la Fase final |

#### Zona G
| Zona G | Zona G                        | Zona G | Zona G | Zona G | Zona G | Zona G | Zona G | Zona G | Zona G |
| Equipo | Equipo                        | Pts    | PJ     | PG     | PE     | PP     | GF     | GC     | DIF    |
| ------ | ----------------------------- | ------ | ------ | ------ | ------ | ------ | ------ | ------ | ------ |
| 1º     | Atlético Uruguay (Entre Ríos) | 18     | 10     | 5      | 3      | 2      | 18     | 12     | 6      |
| 2º     | Boca Unidos (Corrientes)      | 17     | 10     | 5      | 2      | 3      | 18     | 11     | 7      |
| 3º     | Juventud Unida (Gualeguaychú) | 14     | 10     | 4      | 2      | 4      | 15     | 17     | -2     |
| 4º     | Guaraní Antonio Franco        | 12     | 10     | 3      | 3      | 4      | 11     | 15     | -4     |
| 5º     | Sportivo El Dorado (Misiones) | 10     | 10     | 1      | 7      | 2      | 8      | 9      | -1     |
| 6º     | Textil Mandiyú (Corrientes)   | 9      | 10     | 2      | 3      | 5      | 13     | 19     | -6     |

|  | Clasificado a la Fase final |

#### Zona H
| Zona H | Zona H                    | Zona H | Zona H | Zona H | Zona H | Zona H | Zona H | Zona H | Zona H |
| Equipo | Equipo                    | Pts    | PJ     | PG     | PE     | PP     | GF     | GC     | DIF    |
| ------ | ------------------------- | ------ | ------ | ------ | ------ | ------ | ------ | ------ | ------ |
| 1º     | Chaco For Ever            | 18     | 10     | 6      | 0      | 4      | 18     | 12     | 6      |
| 2º     | 9 de Julio (Rafaela)      | 16     | 10     | 4      | 4      | 2      | 12     | 7      | 5      |
| 3º     | Patronato (Paraná)        | 14     | 10     | 4      | 2      | 4      | 17     | 13     | 4      |
| 4º     | Sportivo Patria (Formosa) | 14     | 10     | 4      | 2      | 4      | 15     | 17     | -2     |
| 5º     | Sarmiento (Resistencia)   | 14     | 10     | 4      | 2      | 4      | 12     | 15     | -3     |
| 6º     | Libertad (Sunchales)      | 7      | 10     | 1      | 4      | 5      | 11     | 19     | -8     |

|  | Clasificado a la Fase final |

| Sportivo Patria | 2 - 2 | Libertad (Sunchales)    |
| Chaco For Ever  | 4 - 2 | Sarmiento (Resistencia) |
| Patronato       | 0 - 1 | 9 de Julio (Rafaela)    |

| 9 de Julio (Rafaela)    | 2 - 0 | Chaco For Ever       |
| Sarmiento (Resistencia) | 2 - 0 | Libertad (Sunchales) |
| Patronato               | 1 - 0 | Sportivo Patria      |

| Sportivo Patria      | 1 - 2 | Sarmiento (Resistencia) |
| Libertad (Sunchales) | 0 - 0 | 9 de Julio (Rafaela)    |
| Chaco For Ever       | 1 - 2 | Patronato               |

| Chaco For Ever       | 1 - 2 | Sportivo Patria         |
| Patronato            | 4 - 1 | Libertad (Sunchales)    |
| 9 de Julio (Rafaela) | 1 - 1 | Sarmiento (Resistencia) |

| Libertad (Sunchales)    | 1 - 2 | Chaco For Ever       |
| Sarmiento (Resistencia) | 3 - 2 | Patronato            |
| Sportivo Patria         | 1 - 0 | 9 de Julio (Rafaela) |

| Sarmiento (Resistencia) | 2 - 1 | Chaco For Ever  |
| 9 de Julio (Rafaela)    | 2 - 2 | Patronato       |
| Libertad (Sunchales)    | 2 - 2 | Sportivo Patria |

| Libertad (Sunchales) | 1 - 0 | Sarmiento (Resistencia) |
| Chaco For Ever       | 1 - 0 | 9 de Julio (Rafaela)    |
| Sportivo Patria      | 2 - 1 | Patronato               |

| Sarmiento (Resistencia) | 0 - 2 | Sportivo Patria      |
| Patronato               | 1 - 2 | Chaco For Ever       |
| 9 de Julio (Rafaela)    | 2 - 1 | Libertad (Sunchales) |

| Sarmiento (Resistencia) | 0 - 0 | 9 de Julio (Rafaela) |
| Sportivo Patria         | 2 - 4 | Chaco For Ever       |
| Libertad (Sunchales)    | 1 - 1 | Patronato            |

| Chaco For Ever       | 4 - 2 | Libertad (Sunchales)    |
| Patronato            | 3 - 0 | Sarmiento (Resistencia) |
| 9 de Julio (Rafaela) | 4 - 1 | Sportivo Patria         |

### Fases finales
Los dos primeros equipos de cada zona del Torneo Apertura, clasificaron a las Fases finales. Cada equipo fue emparejado con otro en llaves eliminatorias, dependiendo de la proximidad geográfica y debiendo disputar partidos de ida y vuelta. Los ganadores de la primera fase eliminatoria, volvieron a ser reagrupados en llaves eliminatorias, nuevamente dependiendo de la proximidad geográfica, para definir cuatro equipos ganadores. Estos cuatro equipos, clasificaron a la fase final, donde enfrentaron a los cuatro ganadores del fases eliminatorias del Torneo Clausura, para definir a los dos campeones y ascendidos al Torneo Argentino A
Cuadro de desarrollo
|  | Octavos de final                        | Octavos de final  | Octavos de final                        | Octavos de final | Octavos de final |                                       |                | Cuartos de final | Cuartos de final | Cuartos de final | Cuartos de final |                                     |                                    | Semifinales    | Semifinales | Semifinales |   |   | Final | Final | Final |  |
|  |                                         |                   |                                         |                  |                  |                                       |                |                  |                  |                  |                  |                                     |                                    |                |             |             |   |   |       |       |       |  |
|  |                                         |                   |                                         |                  |                  |                                       |                |                  |                  |                  |                  |                                     |                                    |                |             |             |   |   |       |       |       |  |
|  | Bandera de la Provincia de Santa Fe     | 9 de Julio (R)    | 3                                       | 1                |                  |                                       |                |                  |                  |                  |                  |                                     |                                    |                |             |             |   |   |       |       |       |  |
|  | Bandera de la Provincia de Santa Fe     | 9 de Julio (R)    | 3                                       | 1                |                  |                                       |                |                  |                  |                  |                  |                                     |                                    |                |             |             |   |   |       |       |       |  |
|  | Bandera de la Provincia de Entre Ríos   | At. Uruguay       | 1                                       | 2                |                  |                                       |                |                  |                  |                  |                  |                                     |                                    |                |             |             |   |   |       |       |       |  |
|  | Bandera de la Provincia de Entre Ríos   | At. Uruguay       | 1                                       | 2                |                  | Bandera de la Provincia de Santa Fe   | 9 de Julio (R) | 4                | 1                |                  |                  |                                     |                                    |                |             |             |   |   |       |       |       |  |
|  |                                         |                   |                                         |                  |                  | Bandera de la Provincia de Santa Fe   | 9 de Julio (R) | 4                | 1                |                  |                  |                                     |                                    |                |             |             |   |   |       |       |       |  |
|  |                                         |                   | Bandera de la Provincia del Chaco       | Chaco For Ever   | 2                | 1                                     |                |                  |                  |                  |                  |                                     |                                    |                |             |             |   |   |       |       |       |  |
|  | Bandera de la Provincia de Corrientes   | Boca Unidos       | Bandera de la Provincia del Chaco       | Chaco For Ever   | 2                | 1                                     | 0              | 0                |                  |                  |                  |                                     |                                    |                |             |             |   |   |       |       |       |  |
|  | Bandera de la Provincia de Corrientes   | Boca Unidos       |                                         |                  |                  |                                       |                |                  |                  |                  |                  |                                     |                                    |                |             |             |   |   |       |       |       |  |
|  | Bandera de la Provincia del Chaco       | Chaco For Ever    | 1                                       | 1                |                  |                                       |                |                  |                  |                  |                  |                                     |                                    |                |             |             |   |   |       |       |       |  |
|  | Bandera de la Provincia del Chaco       | Chaco For Ever    | 1                                       | 1                |                  |                                       |                |                  |                  |                  |                  | Bandera de la Provincia de Santa Fe | 9 de Julio (R)                     | Finalista      |             |             |   |   |       |       |       |  |
|  |                                         |                   |                                         |                  |                  |                                       |                |                  |                  |                  |                  | Bandera de la Provincia de Santa Fe | 9 de Julio (R)                     | Finalista      |             |             |   |   |       |       |       |  |
|  |                                         |                   | Bandera de la Provincia de Buenos Aires | Juventud (P)     | Finalista        |                                       |                |                  |                  |                  |                  |                                     |                                    |                |             |             |   |   |       |       |       |  |
|  | Bandera de la Provincia de Mendoza      | Villa Atuel       | Bandera de la Provincia de Buenos Aires | Juventud (P)     | Finalista        | 1                                     | 1              |                  |                  |                  |                  |                                     |                                    |                |             |             |   |   |       |       |       |  |
|  | Bandera de la Provincia de Mendoza      | Villa Atuel       |                                         |                  |                  |                                       |                |                  |                  |                  |                  |                                     |                                    |                |             |             |   |   |       |       |       |  |
|  | Bandera de la Provincia de Buenos Aires | La Plata FC       | 1                                       | 0                |                  |                                       |                |                  |                  |                  |                  |                                     |                                    |                |             |             |   |   |       |       |       |  |
|  | Bandera de la Provincia de Buenos Aires | La Plata FC       | 1                                       | 0                |                  | Bandera de la Provincia de Mendoza    | Villa Atuel    | 1                | 1                |                  |                  |                                     |                                    |                |             |             |   |   |       |       |       |  |
|  |                                         |                   |                                         |                  |                  | Bandera de la Provincia de Mendoza    | Villa Atuel    | 1                | 1                |                  |                  |                                     |                                    |                |             |             |   |   |       |       |       |  |
|  |                                         |                   | Bandera de la Provincia de Buenos Aires | Juventud (P)     | 1                | 2                                     |                |                  |                  |                  |                  |                                     |                                    |                |             |             |   |   |       |       |       |  |
|  | Bandera de la Provincia de Buenos Aires | Juventud (P)      | Bandera de la Provincia de Buenos Aires | Juventud (P)     | 1                | 2                                     | 2              | 1                |                  |                  |                  |                                     |                                    |                |             |             |   |   |       |       |       |  |
|  | Bandera de la Provincia de Buenos Aires | Juventud (P)      |                                         |                  |                  |                                       |                |                  |                  |                  |                  |                                     |                                    |                |             |             |   |   |       |       |       |  |
|  | Bandera de la Provincia de San Juan     | CAJA              | 1                                       | 1                |                  |                                       |                |                  |                  |                  |                  |                                     |                                    |                |             |             |   |   |       |       |       |  |
|  | Bandera de la Provincia de San Juan     | CAJA              | 1                                       | 1                |                  |                                       |                |                  |                  |                  |                  |                                     |                                    |                |             |             | - | - |       |       |       |  |
|  |                                         |                   |                                         |                  |                  |                                       |                |                  |                  |                  |                  |                                     |                                    |                |             |             | - | - |       |       |       |  |
|  |                                         |                   | -                                       | -                |                  |                                       |                |                  |                  |                  |                  |                                     |                                    |                |             |             |   |   |       |       |       |  |
|  | Bandera de la Provincia de Tucumán      | San Martín (T)    | -                                       | -                | 5                | 0                                     |                |                  |                  |                  |                  |                                     |                                    |                |             |             |   |   |       |       |       |  |
|  | Bandera de la Provincia de Tucumán      | San Martín (T)    |                                         |                  |                  |                                       |                |                  |                  |                  |                  |                                     |                                    |                |             |             |   |   |       |       |       |  |
|  | Bandera de la Provincia de Córdoba      | Sp. Belgrano (SF) | 0                                       | 3                |                  |                                       |                |                  |                  |                  |                  |                                     |                                    |                |             |             |   |   |       |       |       |  |
|  | Bandera de la Provincia de Córdoba      | Sp. Belgrano (SF) | 0                                       | 3                |                  | Bandera de la Provincia de Tucumán    | San Martín (T) | 2                | 0                |                  |                  |                                     |                                    |                |             |             |   |   |       |       |       |  |
|  |                                         |                   |                                         |                  |                  | Bandera de la Provincia de Tucumán    | San Martín (T) | 2                | 0                |                  |                  |                                     |                                    |                |             |             |   |   |       |       |       |  |
|  |                                         |                   | Bandera de la Provincia de Córdoba      | Alumni (VM)      | 0                | 1                                     |                |                  |                  |                  |                  |                                     |                                    |                |             |             |   |   |       |       |       |  |
|  | Bandera de la Provincia de Córdoba      | Alumni (VM)       | Bandera de la Provincia de Córdoba      | Alumni (VM)      | 0                | 1                                     | 2              | 2                | (5)              |                  |                  |                                     |                                    |                |             |             |   |   |       |       |       |  |
|  | Bandera de la Provincia de Córdoba      | Alumni (VM)       |                                         |                  |                  |                                       |                |                  | (5)              |                  |                  |                                     |                                    |                |             |             |   |   |       |       |       |  |
|  | Bandera de la Provincia de Jujuy        | At. Ledesma       | 2                                       | 2                | (4)              |                                       |                |                  |                  |                  |                  |                                     |                                    |                |             |             |   |   |       |       |       |  |
|  | Bandera de la Provincia de Jujuy        | At. Ledesma       | 2                                       | 2                | (4)              |                                       |                |                  |                  |                  |                  |                                     | Bandera de la Provincia de Tucumán | San Martín (T) | Finalista   |             |   |   |       |       |       |  |
|  |                                         |                   |                                         |                  |                  |                                       |                |                  |                  |                  |                  |                                     | Bandera de la Provincia de Tucumán | San Martín (T) | Finalista   |             |   |   |       |       |       |  |
|  |                                         |                   | Bandera de la Provincia de Buenos Aires | Racing (O)       | Finalista        |                                       |                |                  |                  |                  |                  |                                     |                                    |                |             |             |   |   |       |       |       |  |
|  | Bandera de la Provincia de Buenos Aires | Banfield (MdP)    | Bandera de la Provincia de Buenos Aires | Racing (O)       | Finalista        | 1                                     | 0              |                  |                  |                  |                  |                                     |                                    |                |             |             |   |   |       |       |       |  |
|  | Bandera de la Provincia de Buenos Aires | Banfield (MdP)    |                                         |                  |                  |                                       |                |                  |                  |                  |                  |                                     |                                    |                |             |             |   |   |       |       |       |  |
|  | Bandera de la Provincia de Santa Cruz   | Bancruz           | 0                                       | 3                |                  |                                       |                |                  |                  |                  |                  |                                     |                                    |                |             |             |   |   |       |       |       |  |
|  | Bandera de la Provincia de Santa Cruz   | Bancruz           | 0                                       | 3                |                  | Bandera de la Provincia de Santa Cruz | Bancruz        | 1                | 0                |                  |                  |                                     |                                    |                |             |             |   |   |       |       |       |  |
|  |                                         |                   |                                         |                  |                  | Bandera de la Provincia de Santa Cruz | Bancruz        | 1                | 0                |                  |                  |                                     |                                    |                |             |             |   |   |       |       |       |  |
|  |                                         |                   | Bandera de la Provincia de Buenos Aires | Racing (O)       | 2                | 3                                     |                |                  |                  |                  |                  |                                     |                                    |                |             |             |   |   |       |       |       |  |
|  | Bandera de la Provincia del Chubut      | Huracán (CR)      | Bandera de la Provincia de Buenos Aires | Racing (O)       | 2                | 3                                     | 0              | 0                |                  |                  |                  |                                     |                                    |                |             |             |   |   |       |       |       |  |
|  | Bandera de la Provincia del Chubut      | Huracán (CR)      |                                         |                  |                  |                                       |                |                  |                  |                  |                  |                                     |                                    |                |             |             |   |   |       |       |       |  |
|  | Bandera de la Provincia de Buenos Aires | Racing (O)        | 0                                       | 2                |                  |                                       |                |                  |                  |                  |                  |                                     |                                    |                |             |             |   |   |       |       |       |  |
|  | Bandera de la Provincia de Buenos Aires | Racing (O)        | 0                                       | 2                |                  |                                       |                |                  |                  |                  |                  |                                     |                                    |                |             |             |   |   |       |       |       |  |
|  |                                         |                   |                                         |                  |                  |                                       |                |                  |                  |                  |                  |                                     |                                    |                |             |             |   |   |       |       |       |  |

#### Primera eliminatoria
Los equipos clasificados de la fase de grupos fueron emparejados en llaves de eliminación directa según cercanía geográfica, debiendo definirse las mismas por medio de partidos ida y vuelta. Cada llave fue ganada por aquel equipo que sumó más puntos, en caso de haber igualdad de puntos, se recurrió a la diferencia de goles a favor, y de persistir el empate, se definió la serie con tiros desde el punto del penal.
| Primera eliminatoria | Primera eliminatoria                           | Primera eliminatoria | Primera eliminatoria | Primera eliminatoria |
| Llave                | Fechas                                         | Local                | Marcador             | Visitante            |
| -------------------- | ---------------------------------------------- | -------------------- | -------------------- | -------------------- |
| 1                    | Ida: 08-12-2004                                | 9 de Julio (R)       | 3-1                  | At. Uruguay          |
| 1                    | Vuelta: 12-12-2004                             | At. Uruguay          | 2-1                  | 9 de Julio (R)       |
| 1                    | Global: 9 de Julio (R) 4 - At. Uruguay 3       |                      |                      |                      |
|                      |                                                |                      |                      |                      |
| 2                    | Ida: 08-12-2004                                | Boca Unidos          | 0-1                  | Chaco For Ever       |
| 2                    | Vuelta: 12-12-2004                             | Chaco For Ever       | 1-0                  | Boca Unidos          |
| 2                    | Global: Chaco For Ever 2 - Boca Unidos 0       |                      |                      |                      |
|                      |                                                |                      |                      |                      |
| 3                    | Ida: 08-12-2004                                | Villa Atuel          | 1-1                  | La Plata FC          |
| 3                    | Vuelta: 12-12-2004                             | La Plata FC          | 0-1                  | Villa Atuel          |
| 3                    | Global: Villa Atuel 2 - La Plata FC 1          |                      |                      |                      |
|                      |                                                |                      |                      |                      |
| 4                    | Ida: 08-12-2004                                | Juventud (P)         | 2-1                  | CAJA                 |
| 4                    | Vuelta: 12-12-2004                             | CAJA                 | 1-1                  | Juventud (P)         |
| 4                    | Global: Juventud (P) 3 - CAJA 2                |                      |                      |                      |
|                      |                                                |                      |                      |                      |
| 5                    | Ida: 08-12-2004                                | San Martín (T)       | 5-0                  | Sp. Belgrano (SF)    |
| 5                    | Vuelta: 12-12-2004                             | Sp. Belgrano (SF)    | 3-0                  | San Martín (T)       |
| 5                    | Global: San Martín (T) 5 - Sp. Belgrano (SF) 0 |                      |                      |                      |
|                      |                                                |                      |                      |                      |
| 6                    | Ida: 08-12-2004                                | Alumni (VM)          | 2-2                  | Ledesma              |
| 6                    | Vuelta: 12-12-2004                             | Ledesma              | 2-2                  | Alumni (VM)          |
| 6                    | Global: Alumni (VM) 2 (5) - Ledesma 2 (4).     |                      |                      |                      |
|                      |                                                |                      |                      |                      |
| 7                    | Ida: 11-12-2004                                | Banfield (MdP)       | 1-0                  | Bancruz              |
| 7                    | Vuelta: 15-12-2004                             | Bancruz              | 3-0                  | Banfield (MdP)       |
| 7                    | Global: Bancruz 3 - Banfield (MdP) 1           |                      |                      |                      |
|                      |                                                |                      |                      |                      |
| 8                    | Ida: 11-12-2004                                | Huracán (CR)         | 0-0                  | Racing (O)           |
| 8                    | Vuelta: 15-12-2004                             | Racing (O)           | 2-0                  | Huracán (CR)         |
| 8                    | Global: Racing (O) 2 - Huracán (CR) 0          |                      |                      |                      |

#### Segunda eliminatoria
Los equipos clasificados de la primera eliminatoria se enfrentaron en duelos de ida y vuelta a eliminación directa según cercanía geográfica donde ganó la serie aquel equipo que sumó más puntos, en caso de haber igualdad de puntos, se recurrió a la diferencia de goles a favor, y de persistir el empate, se definió la serie con tiros desde el punto del penal.
Los ganadores clasificaron a la fase final.
| Segunda eliminatoria                                                                     | Segunda eliminatoria                        | Segunda eliminatoria | Segunda eliminatoria | Segunda eliminatoria |
| Llave                                                                                    | Fechas                                      | Local                | Marcador             | Visitante            |
| ---------------------------------------------------------------------------------------- | ------------------------------------------- | -------------------- | -------------------- | -------------------- |
| 1                                                                                        | Ida: 15-12-2004                             | 9 de Julio (R)       | 4-2                  | Chaco For Ever       |
| 1                                                                                        | Vuelta: 19-12-2004                          | Chaco For Ever       | 1-1                  | 9 de Julio (R)       |
| 1                                                                                        | Global: 9 de Julio (R) 5 - Chaco For Ever 3 |                      |                      |                      |
|                                                                                          |                                             |                      |                      |                      |
| 2                                                                                        | Ida: 15-12-2004                             | Villa Atuel          | 1-1                  | Juventud (P)         |
| 2                                                                                        | Vuelta: 19-12-2004                          | Juventud (P)         | 2-1                  | Villa Atuel          |
| 2                                                                                        | Global: Juventud (P) 3 - Villa Atuel 2      |                      |                      |                      |
|                                                                                          |                                             |                      |                      |                      |
| 3                                                                                        | Ida: 15-12-2004                             | San Martín (T)       | 2-0                  | Alumni (VM)          |
| 3                                                                                        | Vuelta: 19-12-2004                          | Alumni (VM)          | 1-0                  | San Martín (T)       |
| 3                                                                                        | Global: San Martín (T) 2 - Alumni (VM) 1    |                      |                      |                      |
|                                                                                          |                                             |                      |                      |                      |
| 4                                                                                        | Ida: 18-12-2004                             | Bancruz              | 1-2                  | Racing (O)           |
| 4                                                                                        | Vuelta: 22-12-2004                          | Racing (O)           | 3-0                  | Bancruz              |
| 4                                                                                        | Global: Racing (O) 5 - Bancruz 1            |                      |                      |                      |
| Clasificaron a la fase final: 9 de Julio (R), Juventud (P), San Martín (T) y Racing (O). |                                             |                      |                      |                      |

## Torneo Clausura

### Fase de grupos

#### Zona A
| Zona A | Zona A                       | Zona A | Zona A | Zona A | Zona A | Zona A | Zona A | Zona A | Zona A |
| Equipo | Equipo                       | Pts    | PJ     | PG     | PE     | PP     | GF     | GC     | DIF    |
| ------ | ---------------------------- | ------ | ------ | ------ | ------ | ------ | ------ | ------ | ------ |
| 1º     | Huracán (Comodoro Rivadavia) | 20     | 10     | 6      | 2      | 2      | 16     | 7      | 9      |
| 2º     | Centenario (Neuquén)         | 17     | 10     | 4      | 5      | 1      | 14     | 6      | 8      |
| 3º     | Deportivo Madryn             | 16     | 10     | 4      | 4      | 2      | 17     | 9      | 8      |
| 4º     | Alianza Cutral Có (Neuquén)  | 13     | 10     | 4      | 1      | 5      | 11     | 19     | -8     |
| 5º     | Bancruz (Río Gallegos)       | 12     | 10     | 3      | 3      | 4      | 11     | 13     | -2     |
| 6º     | Germinal (Rawson)            | 4      | 10     | 1      | 1      | 8      | 6      | 21     | -15    |

|  | Clasificado a la Fase final |

#### Zona B
| Zona B | Zona B                       | Zona B | Zona B | Zona B | Zona B | Zona B | Zona B | Zona B | Zona B |
| Equipo | Equipo                       | Pts    | PJ     | PG     | PE     | PP     | GF     | GC     | DIF    |
| ------ | ---------------------------- | ------ | ------ | ------ | ------ | ------ | ------ | ------ | ------ |
| 1º     | Sporting (Punta Alta)        | 19     | 10     | 5      | 4      | 1      | 16     | 9      | 7      |
| 2º     | Grupo Universitario (Tandil) | 14     | 10     | 3      | 5      | 2      | 14     | 14     | 0      |
| 3º     | Banfield (Mar del Plata)     | 13     | 10     | 3      | 4      | 3      | 10     | 9      | 1      |
| 4º     | Racing (Olavarría)           | 11     | 10     | 3      | 2      | 5      | 12     | 11     | 1      |
| 5º     | Alvarado (Mar del Plata)     | 11     | 10     | 2      | 5      | 4      | 11     | 13     | -2     |
| 6º     | Santamarina (Tandil)         | 10     | 10     | 2      | 4      | 3      | 7      | 14     | -7     |

|  | Clasificado a la Fase final |

#### Zona C
| Zona C | Zona C                         | Zona C | Zona C | Zona C | Zona C | Zona C | Zona C | Zona C | Zona C |
| Equipo | Equipo                         | Pts    | PJ     | PG     | PE     | PP     | GF     | GC     | DIF    |
| ------ | ------------------------------ | ------ | ------ | ------ | ------ | ------ | ------ | ------ | ------ |
| 1º     | Villa Atuel (Mendoza)          | 16     | 10     | 4      | 4      | 2      | 13     | 12     | 1      |
| 2º     | Estudiantes (Río Cuarto)       | 15     | 10     | 3      | 6      | 1      | 14     | 9      | 5      |
| 3º     | Juventud Alianza (Santa Lucía) | 14     | 10     | 4      | 2      | 4      | 10     | 12     | -2     |
| 4º     | Estudiantes (San Luis)         | 13     | 10     | 3      | 4      | 3      | 14     | 14     | 0      |
| 5º     | Gimnasia y Esgrima (Mendoza)   | 12     | 10     | 3      | 3      | 4      | 12     | 12     | 0      |
| 6º     | Deportivo Roca (Río Negro)     | 9      | 10     | 2      | 3      | 5      | 8      | 12     | -4     |

|  | Clasificado a la Fase final |

#### Zona D
| Zona D | Zona D                      | Zona D | Zona D | Zona D | Zona D | Zona D | Zona D | Zona D | Zona D |
| Equipo | Equipo                      | Pts    | PJ     | PG     | PE     | PP     | GF     | GC     | DIF    |
| ------ | --------------------------- | ------ | ------ | ------ | ------ | ------ | ------ | ------ | ------ |
| 1º     | El Linqueño                 | 22     | 10     | 7      | 1      | 2      | 23     | 9      | 14     |
| 2º     | La Plata F.C.               | 20     | 10     | 6      | 2      | 2      | 19     | 8      | 11     |
| 3º     | Sportivo Las Parejas        | 16     | 10     | 5      | 1      | 4      | 19     | 13     | 6      |
| 4º     | La Emilia                   | 16     | 10     | 4      | 1      | 4      | 17     | 12     | 5      |
| 5º     | Juventud (Pergamino)        | 13     | 10     | 4      | 1      | 5      | 10     | 11     | -1     |
| 6º     | Almirante Brown (Arrecifes) | 0      | 10     | 0      | 0      | 10     | 2      | 37     | -35    |

|  | Clasificado a la Fase final |

#### Zona E
| Zona E | Zona E                     | Zona E | Zona E | Zona E | Zona E | Zona E | Zona E | Zona E | Zona E |
| Equipo | Equipo                     | Pts    | PJ     | PG     | PE     | PP     | GF     | GC     | DIF    |
| ------ | -------------------------- | ------ | ------ | ------ | ------ | ------ | ------ | ------ | ------ |
| 1º     | San Martín (Tucumán)       | 17     | 10     | 7      | 0      | 3      | 15     | 6      | 9      |
| 2º     | San Martín (Catamarca)     | 15     | 10     | 6      | 0      | 4      | 11     | 8      | 3      |
| 3º     | Central Norte (Salta)      | 15     | 10     | 3      | 4      | 3      | 10     | 10     | 0      |
| 4º     | Atlético Ledesma (Jujuy)   | 14     | 10     | 3      | 3      | 4      | 9      | 12     | -3     |
| 5º     | Concepción F.C.            | 10     | 10     | 2      | 4      | 4      | 10     | 12     | -2     |
| 6º     | Altos Hornos Zapla (Jujuy) | 9      | 10     | 2      | 3      | 5      | 7      | 14     | -7     |

|  | Clasificado a la Fase final |

#### Zona F
| Zona F | Zona F                        | Zona F | Zona F | Zona F | Zona F | Zona F | Zona F | Zona F | Zona F |
| Equipo | Equipo                        | Pts    | PJ     | PG     | PE     | PP     | GF     | GC     | DIF    |
| ------ | ----------------------------- | ------ | ------ | ------ | ------ | ------ | ------ | ------ | ------ |
| 1º     | Sportivo Belgrano (Cba.)      | 24     | 10     | 7      | 3      | 0      | 21     | 2      | 19     |
| 2º     | Atlético Policial (Catamarca) | 21     | 10     | 6      | 3      | 1      | 20     | 7      | 13     |
| 3º     | Independiente (La Rioja)      | 15     | 10     | 5      | 0      | 5      | 19     | 27     | -8     |
| 4º     | Alumni (Villa María)          | 14     | 10     | 4      | 2      | 4      | 16     | 16     | 0      |
| 5º     | Central Córdoba (SdE)         | 6      | 10     | 1      | 3      | 6      | 5      | 12     | -7     |
| 6º     | Mitre (SdE)                   | 3      | 10     | 0      | 3      | 7      | 10     | 27     | -17    |

|  | Clasificado a la Fase final |

#### Zona G
| Zona G | Zona G                        | Zona G | Zona G | Zona G | Zona G | Zona G | Zona G | Zona G | Zona G |
| Equipo | Equipo                        | Pts    | PJ     | PG     | PE     | PP     | GF     | GC     | DIF    |
| ------ | ----------------------------- | ------ | ------ | ------ | ------ | ------ | ------ | ------ | ------ |
| 1º     | Textil Mandiyú (Corrientes)   | 20     | 10     | 6      | 2      | 2      | 12     | 9      | 3      |
| 2º     | Atlético Uruguay (Entre Ríos) | 16     | 10     | 4      | 4      | 2      | 16     | 12     | 4      |
| 3º     | Guaraní Antonio Franco        | 13     | 10     | 3      | 4      | 3      | 16     | 15     | 1      |
| 4º     | Boca Unidos (Corrientes)      | 12     | 10     | 3      | 3      | 4      | 12     | 12     | 0      |
| 5º     | Juventud Unida (Gualeguaychú) | 10     | 10     | 3      | 2      | 5      | 17     | 19     | -2     |
| 6º     | Sportivo El Dorado (Misiones) | 9      | 10     | 2      | 3      | 5      | 14     | 20     | -6     |

|  | Clasificado a la Fase final |

#### Zona H
| Zona H | Zona H                    | Zona H | Zona H | Zona H | Zona H | Zona H | Zona H | Zona H | Zona H |
| Equipo | Equipo                    | Pts    | PJ     | PG     | PE     | PP     | GF     | GC     | DIF    |
| ------ | ------------------------- | ------ | ------ | ------ | ------ | ------ | ------ | ------ | ------ |
| 1º     | Chaco For Ever            | 20     | 10     | 6      | 2      | 2      | 14     | 11     | 3      |
| 2º     | Sportivo Patria (Formosa) | 19     | 10     | 6      | 1      | 3      | 16     | 9      | 7      |
| 3º     | Libertad (Sunchales)      | 14     | 10     | 3      | 5      | 2      | 13     | 9      | 4      |
| 4º     | 9 de Julio (Rafaela)      | 14     | 10     | 3      | 5      | 2      | 15     | 13     | 2      |
| 5º     | Patronato (Paraná)        | 10     | 10     | 2      | 4      | 4      | 11     | 10     | 1      |
| 6º     | Sarmiento (Resistencia)   | 4      | 10     | 1      | 1      | 8      | 13     | 30     | -17    |

|  | Clasificado a la Fase final |

| Libertad (Sunchales)    | 1 - 1 | Sportivo Patria |
| Sarmiento (Resistencia) | 1 - 2 | Chaco For Ever  |
| 9 de Julio (Rafaela)    | 3 - 3 | Patronato       |

| Libertad (Sunchales) | 4 - 1 | Sarmiento (Resistencia) |
| Sportivo Patria      | 1 - 2 | Patronato               |
| Chaco For Ever       | 2 - 0 | 9 de Julio (Rafaela)    |

| Sarmiento (Resistencia) | 0 - 2 | Sportivo Patria      |
| Patronato               | 0 - 0 | Chaco For Ever       |
| 9 de Julio (Rafaela)    | 0 - 0 | Libertad (Sunchales) |

| Libertad (Sunchales)    | 1 - 2 | Patronato            |
| Sportivo Patria         | 2 - 0 | Chaco For Ever       |
| Sarmiento (Resistencia) | 0 - 2 | 9 de Julio (Rafaela) |

| 9 de Julio (Rafaela) | 3 - 1 | Sportivo Patria         |
| Patronato            | 4 - 0 | Sarmiento (Resistencia) |
| Chaco For Ever       | 1 - 0 | Libertad (Sunchales)    |

| Sportivo Patria | 2 - 0 | Libertad (Sunchales)    |
| Patronato       | 0 - 0 | 9 de Julio (Rafaela)    |
| Chaco For Ever  | 4 - 1 | Sarmiento (Resistencia) |

| Sarmiento (Resistencia) | 1 - 1 | Libertad (Sunchales) |
| Patronato               | 0 - 1 | Sportivo Patria      |
| 9 de Julio (Rafaela)    | 1 - 1 | Chaco For Ever       |

| Sportivo Patria      | 3 - 1 | Sarmiento (Resistencia) |
| Chaco For Ever       | 1 - 0 | Patronato               |
| Libertad (Sunchales) | 1 - 0 | 9 de Julio (Rafaela)    |

| Chaco For Ever       | 2 - 1 | Sportivo Patria         |
| Patronato            | 0 - 0 | Libertad (Sunchales)    |
| 9 de Julio (Rafaela) | 5 - 4 | Sarmiento (Resistencia) |

| Libertad (Sunchales)    | 5 - 1 | Chaco For Ever       |
| Sarmiento (Resistencia) | 3 - 2 | Patronato            |
| Sportivo Patria         | 1 - 0 | 9 de Julio (Rafaela) |

### Fase final
Los dos primeros equipos de cada zona del Torneo Clausura, clasificaron a las Fases Eliminatorias. Cada equipo fue emparejado con otro en llaves eliminatorias, dependiendo de la proximidad geográfica y debiendo disputar partidos de ida y vuelta. Los ganadores de la primera fase eliminatoria, volvieron a ser reagrupados en llaves eliminatorias, nuevamente dependiendo de la proximidad geográfica, para definir cuatro equipos ganadores. Estos cuatro equipos, clasificaron a la fase final, donde enfrentaron a los cuatro ganadores de las fases eliminatorias del Torneo Apertura, para definir a los dos campeones y ascendidos al Torneo Argentino A
Cuadro de desarrollo
|  | Octavos de final                        | Octavos de final  | Octavos de final                        | Octavos de final | Octavos de final |                                    |                                     | Cuartos de final | Cuartos de final | Cuartos de final | Cuartos de final | Cuartos de final |                                         |              | Semifinales | Semifinales | Semifinales |   |   | Final | Final | Final |  |
|  |                                         |                   |                                         |                  |                  |                                    |                                     |                  |                  |                  |                  |                  |                                         |              |             |             |             |   |   |       |       |       |  |
|  |                                         |                   |                                         |                  |                  |                                    |                                     |                  |                  |                  |                  |                  |                                         |              |             |             |             |   |   |       |       |       |  |
|  | Bandera de la Provincia del Neuquén     | Centenario        | 1                                       | 0                | (3)              |                                    |                                     |                  |                  |                  |                  |                  |                                         |              |             |             |             |   |   |       |       |       |  |
|  | Bandera de la Provincia del Neuquén     | Centenario        | 1                                       | 0                | (3)              |                                    |                                     |                  |                  |                  |                  |                  |                                         |              |             |             |             |   |   |       |       |       |  |
|  | Bandera de la Provincia de Buenos Aires | Sporting (PA)     | 0                                       | 1                | (2)              |                                    |                                     |                  |                  |                  |                  |                  |                                         |              |             |             |             |   |   |       |       |       |  |
|  | Bandera de la Provincia de Buenos Aires | Sporting (PA)     | 0                                       | 1                | (2)              |                                    | Bandera de la Provincia del Neuquén | Centenario       | 2                | 1                | (4)              |                  |                                         |              |             |             |             |   |   |       |       |       |  |
|  |                                         |                   |                                         |                  |                  |                                    | Bandera de la Provincia del Neuquén | Centenario       | 2                | 1                | (4)              |                  |                                         |              |             |             |             |   |   |       |       |       |  |
|  |                                         |                   | Bandera de la Provincia del Chubut      | Huracán (CR)     | 2                | 1                                  | (5)                                 |                  |                  |                  |                  |                  |                                         |              |             |             |             |   |   |       |       |       |  |
|  | Bandera de la Provincia de Buenos Aires | Banfield (MDP)    | Bandera de la Provincia del Chubut      | Huracán (CR)     | 2                | 1                                  | (5)                                 | 3                | 1                |                  |                  |                  |                                         |              |             |             |             |   |   |       |       |       |  |
|  | Bandera de la Provincia de Buenos Aires | Banfield (MDP)    |                                         |                  |                  |                                    |                                     |                  |                  |                  |                  |                  |                                         |              |             |             |             |   |   |       |       |       |  |
|  | Bandera de la Provincia del Chubut      | Huracán (CR)      | 2                                       | 4                |                  |                                    |                                     |                  |                  |                  |                  |                  |                                         |              |             |             |             |   |   |       |       |       |  |
|  | Bandera de la Provincia del Chubut      | Huracán (CR)      | 2                                       | 4                |                  |                                    |                                     |                  |                  |                  |                  |                  | Bandera de la Provincia del Chubut      | Huracán (CR) | Finalista   |             |             |   |   |       |       |       |  |
|  |                                         |                   |                                         |                  |                  |                                    |                                     |                  |                  |                  |                  |                  | Bandera de la Provincia del Chubut      | Huracán (CR) | Finalista   |             |             |   |   |       |       |       |  |
|  |                                         |                   | Bandera de la Provincia de Tucumán      | San Martín (T)   | Finalista        |                                    |                                     |                  |                  |                  |                  |                  |                                         |              |             |             |             |   |   |       |       |       |  |
|  | Bandera de la Provincia de Catamarca    | Atlético Policial | Bandera de la Provincia de Tucumán      | San Martín (T)   | Finalista        | 2                                  | 3                                   |                  |                  |                  |                  |                  |                                         |              |             |             |             |   |   |       |       |       |  |
|  | Bandera de la Provincia de Catamarca    | Atlético Policial |                                         |                  |                  |                                    |                                     |                  |                  |                  |                  |                  |                                         |              |             |             |             |   |   |       |       |       |  |
|  | Bandera de la Provincia de Tucumán      | San Martín (T)    | 2                                       | 4                |                  |                                    |                                     |                  |                  |                  |                  |                  |                                         |              |             |             |             |   |   |       |       |       |  |
|  | Bandera de la Provincia de Tucumán      | San Martín (T)    | 2                                       | 4                |                  | Bandera de la Provincia de Tucumán | San Martín (T)                      | 3                | 1                |                  |                  |                  |                                         |              |             |             |             |   |   |       |       |       |  |
|  |                                         |                   |                                         |                  |                  | Bandera de la Provincia de Tucumán | San Martín (T)                      | 3                | 1                |                  |                  |                  |                                         |              |             |             |             |   |   |       |       |       |  |
|  |                                         |                   | Bandera de la Provincia de Córdoba      | Sp. Belgrano     | 0                | 2                                  |                                     |                  |                  |                  |                  |                  |                                         |              |             |             |             |   |   |       |       |       |  |
|  | Bandera de la Provincia de Catamarca    | San Martín (EB)   | Bandera de la Provincia de Córdoba      | Sp. Belgrano     | 0                | 2                                  | 1                                   | 0                |                  |                  |                  |                  |                                         |              |             |             |             |   |   |       |       |       |  |
|  | Bandera de la Provincia de Catamarca    | San Martín (EB)   |                                         |                  |                  |                                    |                                     |                  |                  |                  |                  |                  |                                         |              |             |             |             |   |   |       |       |       |  |
|  | Bandera de la Provincia de Córdoba      | Sp. Belgrano      | 0                                       | 3                |                  |                                    |                                     |                  |                  |                  |                  |                  |                                         |              |             |             |             |   |   |       |       |       |  |
|  | Bandera de la Provincia de Córdoba      | Sp. Belgrano      | 0                                       | 3                |                  |                                    |                                     |                  |                  |                  |                  |                  |                                         |              |             |             |             | - | - |       |       |       |  |
|  |                                         |                   |                                         |                  |                  |                                    |                                     |                  |                  |                  |                  |                  |                                         |              |             |             |             | - | - |       |       |       |  |
|  |                                         |                   | -                                       | -                |                  |                                    |                                     |                  |                  |                  |                  |                  |                                         |              |             |             |             |   |   |       |       |       |  |
|  | Bandera de la Provincia de Córdoba      | Estudiantes (RC)  | -                                       | -                | 3                | 1                                  | (4)                                 |                  |                  |                  |                  |                  |                                         |              |             |             |             |   |   |       |       |       |  |
|  | Bandera de la Provincia de Córdoba      | Estudiantes (RC)  |                                         |                  |                  |                                    |                                     |                  |                  |                  |                  |                  |                                         |              |             |             |             |   |   |       |       |       |  |
|  | Bandera de la Provincia de Buenos Aires | El Linqueño       | 0                                       | 4                | (3)              |                                    |                                     |                  |                  |                  |                  |                  |                                         |              |             |             |             |   |   |       |       |       |  |
|  | Bandera de la Provincia de Buenos Aires | El Linqueño       | 0                                       | 4                | (3)              |                                    | Bandera de la Provincia de Córdoba  | Estudiantes (RC) | 1                | 2                |                  |                  |                                         |              |             |             |             |   |   |       |       |       |  |
|  |                                         |                   |                                         |                  |                  |                                    | Bandera de la Provincia de Córdoba  | Estudiantes (RC) | 1                | 2                |                  |                  |                                         |              |             |             |             |   |   |       |       |       |  |
|  |                                         |                   | Bandera de la Provincia de Buenos Aires | La Plata FC      | 1                | 7                                  |                                     |                  |                  |                  |                  |                  |                                         |              |             |             |             |   |   |       |       |       |  |
|  | Bandera de la Provincia de Buenos Aires | La Plata FC       | Bandera de la Provincia de Buenos Aires | La Plata FC      | 1                | 7                                  | 3                                   | 2                |                  |                  |                  |                  |                                         |              |             |             |             |   |   |       |       |       |  |
|  | Bandera de la Provincia de Buenos Aires | La Plata FC       |                                         |                  |                  |                                    |                                     |                  |                  |                  |                  |                  |                                         |              |             |             |             |   |   |       |       |       |  |
|  | Bandera de la Provincia de Mendoza      | Villa Atuel       | 0                                       | 1                |                  |                                    |                                     |                  |                  |                  |                  |                  |                                         |              |             |             |             |   |   |       |       |       |  |
|  | Bandera de la Provincia de Mendoza      | Villa Atuel       | 0                                       | 1                |                  |                                    |                                     |                  |                  |                  |                  |                  | Bandera de la Provincia de Buenos Aires | La Plata FC  | Finalista   |             |             |   |   |       |       |       |  |
|  |                                         |                   |                                         |                  |                  |                                    |                                     |                  |                  |                  |                  |                  | Bandera de la Provincia de Buenos Aires | La Plata FC  | Finalista   |             |             |   |   |       |       |       |  |
|  |                                         |                   | Bandera de la Provincia de Formosa      | Sp. Patria       | Finalista        |                                    |                                     |                  |                  |                  |                  |                  |                                         |              |             |             |             |   |   |       |       |       |  |
|  | Bandera de la Provincia de Formosa      | Sp. Patria        | Bandera de la Provincia de Formosa      | Sp. Patria       | Finalista        | 1                                  | 1                                   |                  |                  |                  |                  |                  |                                         |              |             |             |             |   |   |       |       |       |  |
|  | Bandera de la Provincia de Formosa      | Sp. Patria        |                                         |                  |                  |                                    |                                     |                  |                  |                  |                  |                  |                                         |              |             |             |             |   |   |       |       |       |  |
|  | Bandera de la Provincia de Corrientes   | T. Mandiyú        | 0                                       | 1                |                  |                                    |                                     |                  |                  |                  |                  |                  |                                         |              |             |             |             |   |   |       |       |       |  |
|  | Bandera de la Provincia de Corrientes   | T. Mandiyú        | 0                                       | 1                |                  | Bandera de la Provincia de Formosa | Sp. Patria                          | 1                | 0                | (4)              |                  |                  |                                         |              |             |             |             |   |   |       |       |       |  |
|  |                                         |                   |                                         |                  |                  | Bandera de la Provincia de Formosa | Sp. Patria                          | 1                | 0                | (4)              |                  |                  |                                         |              |             |             |             |   |   |       |       |       |  |
|  |                                         |                   | Bandera de la Provincia del Chaco       | Chaco For Ever   | 0                | 1                                  | (3)                                 |                  |                  |                  |                  |                  |                                         |              |             |             |             |   |   |       |       |       |  |
|  | Bandera de la Provincia de Entre Ríos   | At. Uruguay       | Bandera de la Provincia del Chaco       | Chaco For Ever   | 0                | 1                                  | (3)                                 | 2                | 2                |                  |                  |                  |                                         |              |             |             |             |   |   |       |       |       |  |
|  | Bandera de la Provincia de Entre Ríos   | At. Uruguay       |                                         |                  |                  |                                    |                                     |                  |                  |                  |                  |                  |                                         |              |             |             |             |   |   |       |       |       |  |
|  | Bandera de la Provincia del Chaco       | Chaco For Ever    | 2                                       | 3                |                  |                                    |                                     |                  |                  |                  |                  |                  |                                         |              |             |             |             |   |   |       |       |       |  |
|  | Bandera de la Provincia del Chaco       | Chaco For Ever    | 2                                       | 3                |                  |                                    |                                     |                  |                  |                  |                  |                  |                                         |              |             |             |             |   |   |       |       |       |  |
|  |                                         |                   |                                         |                  |                  |                                    |                                     |                  |                  |                  |                  |                  |                                         |              |             |             |             |   |   |       |       |       |  |

#### Primera ronda
Los equipos clasificados de la fase de grupos fueron emparejados en llaves de eliminación directa según cercanía geográfica, debiendo definirse las mismas por medio de partidos ida y vuelta. Cada llave fue ganada por aquel equipo que sumó más puntos, en caso de haber igualdad de puntos, se recurrió a la diferencia de goles a favor, y de persistir el empate, se definió la serie con tiros desde el punto del penal.
| Primera eliminatoria | Primera eliminatoria                               | Primera eliminatoria | Primera eliminatoria | Primera eliminatoria |
| Llave                | Fechas                                             | Local                | Marcador             | Visitante            |
| -------------------- | -------------------------------------------------- | -------------------- | -------------------- | -------------------- |
| 1                    | Ida: 03-04-2005                                    | Centenario           | 1-0                  | Sporting (PA)        |
| 1                    | Vuelta: 09-04-2005                                 | Sporting (PA)        | 1-0                  | Centenario           |
| 1                    | Global: Centenario 1 (3) - Sporting (PA) 1 (2)     |                      |                      |                      |
|                      |                                                    |                      |                      |                      |
| 2                    | Ida: 02-04-2005                                    | Banfield (MdP)       | 3-2                  | Huracán (CR)         |
| 2                    | Vuelta: 09-04-2005                                 | Huracán (CR)         | 4-1                  | Banfield (MdP)       |
| 2                    | Global: Huracán (CR) 6 - Banfield (MdP) 4          |                      |                      |                      |
|                      |                                                    |                      |                      |                      |
| 3                    | Ida: 03-04-2005                                    | At. Policial         | 2-2                  | San Martín (T)       |
| 3                    | Vuelta: 09-04-2005                                 | San Martín (T)       | 4-3                  | At. Policial         |
| 3                    | Global: San Martín (T) 6 - At. Policial 5          |                      |                      |                      |
|                      |                                                    |                      |                      |                      |
| 4                    | Ida: 02-04-2005                                    | San Martín (EB)      | 1-0                  | Sp. Belgrano (SF)    |
| 4                    | Vuelta: 10-04-2005                                 | Sp. Belgrano (SF)    | 3-0                  | San Martín (EB)      |
| 4                    | Global: Sp. Belgrano (SF) 3 - San Martín (EB) 1    |                      |                      |                      |
|                      |                                                    |                      |                      |                      |
| 5                    | Ida: 03-04-2005                                    | Estudiantes (RC)     | 3-0                  | El Linqueño          |
| 5                    | Vuelta: 10-04-2005                                 | El Linqueño          | 4-1                  | Estudiantes (RC)     |
| 5                    | Global: Estudiantes (RC) 4 (4) - El Linqueño 4 (3) |                      |                      |                      |
|                      |                                                    |                      |                      |                      |
| 6                    | Ida: 02-04-2005                                    | La Plata FC          | 3-0                  | Villa Atuel          |
| 6                    | Vuelta: 10-04-2005                                 | Villa Atuel          | 1-2                  | La Plata FC          |
| 6                    | Global: La Plata FC 5 - Villa Atuel 1              |                      |                      |                      |
|                      |                                                    |                      |                      |                      |
| 7                    | Ida: 03-04-2005                                    | Sp. Patria           | 1-0                  | Textil Mandiyú       |
| 7                    | Vuelta: 10-04-2005                                 | Textil Mandiyú       | 1-1                  | Sp. Patria           |
| 7                    | Global: Sp. Patria 2 - Textil Mandiyú 1            |                      |                      |                      |
|                      |                                                    |                      |                      |                      |
| 8                    | Ida: 02-04-2005                                    | At. Uruguay          | 2-2                  | Chaco For Ever       |
| 8                    | Vuelta: 10-04-2005                                 | Chaco For Ever       | 3-2                  | At. Uruguay          |
| 8                    | Global: Chaco For Ever 5 - At. Uruguay 4           |                      |                      |                      |

#### Segunda ronda
Los equipos clasificados de la primera eliminatoria se enfrentaron en duelos de ida y vuelta a eliminación directa según cercanía geográfica donde ganó la serie aquel equipo que sumó más puntos, en caso de haber igualdad de puntos, se recurrió a la diferencia de goles a favor, y de persistir el empate, se definió la serie con tiros desde el punto del penal.
Los ganadores clasificaron a la fase final, los perdedores finalizaron su participación en la temporada.
| Segunda eliminatoria                                                                       | Segunda eliminatoria                            | Segunda eliminatoria | Segunda eliminatoria | Segunda eliminatoria |
| Llave                                                                                      | Fechas                                          | Local                | Marcador             | Visitante            |
| ------------------------------------------------------------------------------------------ | ----------------------------------------------- | -------------------- | -------------------- | -------------------- |
| 1                                                                                          | Ida: 17-04-2005                                 | Centenario           | 2-2                  | Huracán (CR)         |
| 1                                                                                          | Vuelta: 23-04-2005                              | Huracán (CR)         | 1-1                  | Centenario           |
| 1                                                                                          | Global: Huracán (CR) 3 (5) - Centenario 3 (4)   |                      |                      |                      |
|                                                                                            |                                                 |                      |                      |                      |
| 2                                                                                          | Ida: 17-04-2005                                 | San Martín (T)       | 3-0                  | Sp. Belgrano (SF)    |
| 2                                                                                          | Vuelta: 23-04-2005                              | Sp. Belgrano (SF)    | 2-1                  | San Martín (T)       |
| 2                                                                                          | Global: San Martín (T) 4 - Sp. Belgrano (SF) 2  |                      |                      |                      |
|                                                                                            |                                                 |                      |                      |                      |
| 3                                                                                          | Ida: 17-04-2005                                 | Estudiantes (RC)     | 1-1                  | La Plata FC          |
| 3                                                                                          | Vuelta: 23-04-2005                              | La Plata FC          | 7-2                  | Estudiantes (RC)     |
| 3                                                                                          | Global: La Plata FC 8 - Estudiantes (RC) 3      |                      |                      |                      |
|                                                                                            |                                                 |                      |                      |                      |
| 4                                                                                          | Ida: 17-04-2005                                 | Sp. Patria           | 1-0                  | Chaco For Ever       |
| 4                                                                                          | Vuelta: 24-04-2005                              | Chaco For Ever       | 1-0                  | Sp. Patria           |
| 4                                                                                          | Global: Sp. Patria 1 (4) - Chaco For Ever 1 (3) |                      |                      |                      |
| Clasificaron a la fase final: Huracán (CR), San Martín (T), La Plata FC y Sportivo Patria. |                                                 |                      |                      |                      |

## Ronda final
La ronda final del Torneo Argentino B 2004-05, fue disputada por los cuatro equipos ganadores de las fases eliminatorias del Torneo Apertura y los cuatro ganadores de las fases eliminatorias del Torneo Clausura. Esta fase estuvo compuesta por dos zonas de cuatro equipos, los cuales fueron agrupados dependiendo de la proximidad geográfica, definiéndose cada una a dos ruedas tras las cuales fueron definidos un campeón por zona, que ascendieron en forma directa al Torneo Argentino A. En caso de repetirse un ganador entre los ganadores de las eliminatorias de los torneos Apertura y Clausura, el mismo clasificaba directamente a la rueda final.
Cada equipo fue emparejado con otro en una llave eliminatoria, siguiendo los criterios de emparejamiento y definición establecidos.
Como San Martín de Tucumán fue ganador tanto del Apertura como del Clausura, clasificó directamente a la rueda final.
Cuadro de desarrollo
|  | Cuartos de final                        | Cuartos de final | Cuartos de final                        | Cuartos de final | Cuartos de final |                                    |                                    | Semifinales  | Semifinales | Semifinales | Semifinales |                                         |             | Final       | Final | Final |  |
|  |                                         |                  |                                         |                  |                  |                                    |                                    |              |             |             |             |                                         |             |             |       |       |  |
|  |                                         |                  |                                         |                  |                  |                                    |                                    |              |             |             |             |                                         |             |             |       |       |  |
|  | Bandera de la Provincia de Buenos Aires | Racing (O)       | 2                                       | 1                | (1)              |                                    |                                    |              |             |             |             |                                         |             |             |       |       |  |
|  | Bandera de la Provincia de Buenos Aires | Racing (O)       | 2                                       | 1                | (1)              |                                    |                                    |              |             |             |             |                                         |             |             |       |       |  |
|  | Bandera de la Provincia del Chubut      | Huracán (CR)     | 0                                       | 3                | (3)              |                                    |                                    |              |             |             |             |                                         |             |             |       |       |  |
|  | Bandera de la Provincia del Chubut      | Huracán (CR)     | 0                                       | 3                | (3)              |                                    | Bandera de la Provincia del Chubut | Huracán (CR) | 0           | 1           |             |                                         |             |             |       |       |  |
|  |                                         |                  |                                         |                  |                  |                                    | Bandera de la Provincia del Chubut | Huracán (CR) | 0           | 1           |             |                                         |             |             |       |       |  |
|  |                                         |                  | Bandera de la Provincia de Buenos Aires | La Plata FC      | 2                | 1                                  |                                    |              |             |             |             |                                         |             |             |       |       |  |
|  | Bandera de la Provincia de Buenos Aires | Juventud (P)     | Bandera de la Provincia de Buenos Aires | La Plata FC      | 2                | 1                                  | 2                                  | 0            |             |             |             |                                         |             |             |       |       |  |
|  | Bandera de la Provincia de Buenos Aires | Juventud (P)     |                                         |                  |                  |                                    |                                    |              |             |             |             |                                         |             |             |       |       |  |
|  | Bandera de la Provincia de Buenos Aires | La Plata FC      | 1                                       | 2                |                  |                                    |                                    |              |             |             |             |                                         |             |             |       |       |  |
|  | Bandera de la Provincia de Buenos Aires | La Plata FC      | 1                                       | 2                |                  |                                    |                                    |              |             |             |             | Bandera de la Provincia de Buenos Aires | La Plata FC | Crecimiento |       |       |  |
|  |                                         |                  |                                         |                  |                  |                                    |                                    |              |             |             |             | Bandera de la Provincia de Buenos Aires | La Plata FC | Crecimiento |       |       |  |
|  |                                         |                  | Bandera de la Provincia de Tucumán      | San Martín (T)   | Crecimiento      |                                    |                                    |              |             |             |             |                                         |             |             |       |       |  |
|  | Bandera de la Provincia de Santa Fe     | 9 de Julio (R)   | Bandera de la Provincia de Tucumán      | San Martín (T)   | Crecimiento      | 3                                  | 0                                  |              |             |             |             |                                         |             |             |       |       |  |
|  | Bandera de la Provincia de Santa Fe     | 9 de Julio (R)   |                                         |                  |                  |                                    |                                    |              |             |             |             |                                         |             |             |       |       |  |
|  | Bandera de la Provincia de Formosa      | Sp. Patria       | 0                                       | 4                |                  |                                    |                                    |              |             |             |             |                                         |             |             |       |       |  |
|  | Bandera de la Provincia de Formosa      | Sp. Patria       | 0                                       | 4                |                  | Bandera de la Provincia de Formosa | Sp. Patria                         | 0            | 0           |             |             |                                         |             |             |       |       |  |
|  |                                         |                  |                                         |                  |                  | Bandera de la Provincia de Formosa | Sp. Patria                         | 0            | 0           |             |             |                                         |             |             |       |       |  |
|  |                                         |                  | Bandera de la Provincia de Tucumán      | San Martín (T)   | 0                | 2                                  |                                    |              |             |             |             |                                         |             |             |       |       |  |
|  |                                         |                  | Bandera de la Provincia de Tucumán      | San Martín (T)   | 0                | 2                                  |                                    |              |             |             |             |                                         |             |             |       |       |  |
|  |                                         |                  |                                         |                  |                  |                                    |                                    |              |             |             |             |                                         |             |             |       |       |  |
|  |                                         |                  |                                         |                  |                  |                                    |                                    |              |             |             |             |                                         |             |             |       |       |  |
|  |                                         |                  |                                         |                  |                  |                                    |                                    |              |             |             |             |                                         |             |             |       |       |  |
|  |                                         |                  |                                         |                  |                  |                                    |                                    |              |             |             |             |                                         |             |             |       |       |  |

### Semifinales
Fue disputada por los ganadores de las eliminatorias de los Torneos Apertura y Clausura, siendo los equipos agrupados por zonas y emparejados en llaves de eliminación directa, siguiendo los criterios de emparejamiento y definición establecidos. Al finalizar la etapa, cuatro equipos clasificaron a las finales, mientras que los perdedores clasificaron a la Liguilla Complementaria, para dirimir nuevas posibilidades de ascenso. Como el Club Atlético San Martín fue ganador tanto en las eliminatorias del Apertura, como en las del Clausura, clasificó a la final en forma directa.
| Semifinales Zona Norte                                     | Semifinales Zona Norte                        | Semifinales Zona Norte | Semifinales Zona Norte | Semifinales Zona Norte |
| Llave                                                      | Fechas                                        | Local                  | Marcador               | Visitante              |
| ---------------------------------------------------------- | --------------------------------------------- | ---------------------- | ---------------------- | ---------------------- |
| 1                                                          | Ida: 29-04-2005                               | 9 de Julio (R)         | 3-0                    | Sportivo Patria        |
| 1                                                          | Vuelta: 08-05-2005                            | Sportivo Patria        | 4-0                    | 9 de Julio (R)         |
| 1                                                          | Global: Sportivo Patria 4 - 9 de Julio (R) 1  |                        |                        |                        |
|                                                            |                                               |                        |                        |                        |
| San Martín (T) clasificó directamente a la final.          |                                               |                        |                        |                        |
|                                                            |                                               |                        |                        |                        |
| Clasificados a la final: Sportivo Patria y San Martín (T). |                                               |                        |                        |                        |
|                                                            |                                               |                        |                        |                        |
| Semifinales Zona Sur                                       |                                               |                        |                        |                        |
| Llave                                                      | Fechas                                        | Local                  | Marcador               | Visitante              |
| 1                                                          | Ida: 30-04-2005                               | Juventud (P)           | 2-1                    | La Plata FC            |
| 1                                                          | Vuelta: 07-05-2005                            | La Plata FC            | 2-0                    | Juventud (P)           |
| 1                                                          | Global: La Plata FC 3 - Juventud (P) 2        |                        |                        |                        |
|                                                            |                                               |                        |                        |                        |
| 2                                                          | Ida: 01-05-2005                               | Racing (O)             | 2-0                    | Huracán (CR)           |
| 2                                                          | Vuelta: 07-05-2005                            | Huracán (CR)           | 3-1                    | Racing (O)             |
| 2                                                          | Global: Huracán (CR) 3 (3) - Racing (O) 3 (1) |                        |                        |                        |
|                                                            |                                               |                        |                        |                        |
| Clasificados a la final: La Plata FC y Huracán (CR).       |                                               |                        |                        |                        |

### Finales
Los equipos ganadores de las semifinales disputaron las finales por los ascensos directos al Torneo Argentino A. Tales equipos mantuvieron la temática de ser organizados según su zona geográfica, disputándose dos ascensos. Al mismo tiempo, cada ganador fue consagrado como Campeón del Torneo Argentino B 2004-05.
Los campeones de cada zona fueron ascendidos en forma directa al Torneo Argentino A 2005-06, mientras que los perdedores clasificaron a la Liguilla Complementaria, para dirimir nuevas posibilidades de ascenso.

Club Atlético San Martín (T) (Zona Norte) (Ascendido al Torneo Argentino A 2005-06)
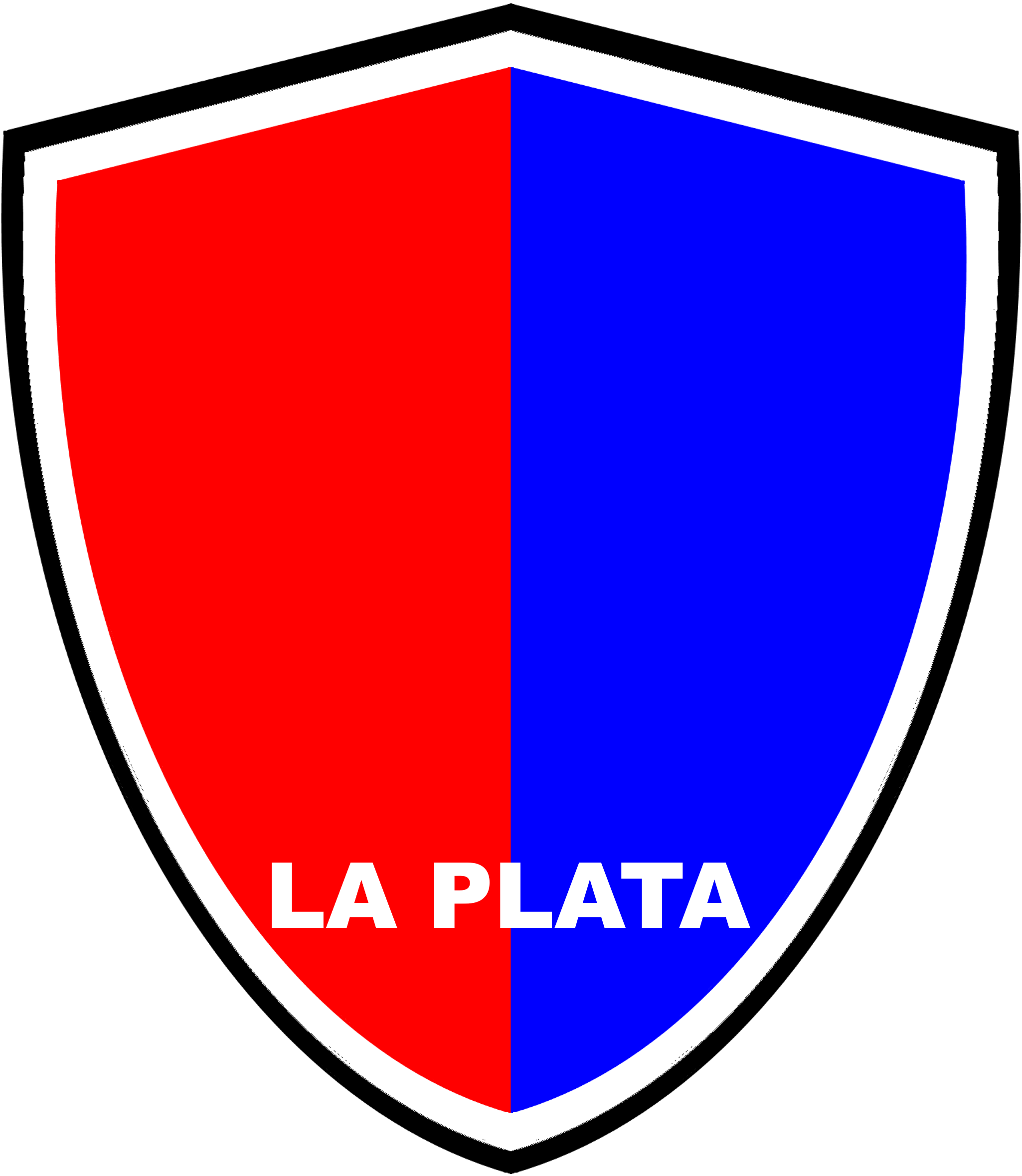
La Plata Fútbol Club (Zona Sur) (Ascendido al Torneo Argentino A 2005-06)

| Finales | Finales                                      | Finales         | Finales  | Finales         |
| Zonas   | Fechas                                       | Local           | Marcador | Visitante       |
| ------- | -------------------------------------------- | --------------- | -------- | --------------- |
| Norte   | Ida: 15-05-2005                              | Sportivo Patria | 0-0      | San Martín (T)  |
| Norte   | Vuelta: 22-05-2005                           | San Martín (T)  | 2-0      | Sportivo Patria |
| Norte   | Global: San Martín (T) 2 - Sportivo Patria 0 |                 |          |                 |
|         |                                              |                 |          |                 |
| Sur     | Ida: 15-05-2005                              | Huracán (CR)    | 0-2      | La Plata FC     |
| Sur     | Vuelta: 22-05-2005                           | La Plata FC     | 1-1      | Huracán (CR)    |
| Sur     | Global: La Plata FC 3 - Huracán (CR) 1       |                 |          |                 |

Campeones

- Club Atlético San Martín (T)
(Zona Norte)
(Ascendido al Torneo Argentino A 2005-06)
- La Plata Fútbol Club
(Zona Sur)
(Ascendido al Torneo Argentino A 2005-06)

## Liguilla complementaria
La Liguilla Complementaria tuvo como propósito aumentar las plazas de ascenso al Argentino A.
Clasificaron a la liguilla complementaria, los equipos perdedores tanto de las semifinales como de las finales del torneo, el mejor equipo de todo el torneo (Sportivo Belgrano de San Francisco) y se habilitaron dos plazas más, para los campeones del Torneo del Interior 2005 (Real Arroyo Seco y Rivadavia de Lincoln).

### Ronda 1
En esta ronda compitieron los equipos perdedores de las semifinales de las fases eliminatorias, los cuales fueron emparejados en llaves de eliminación directa, dependiendo de la cercanía geográfica. Para la definición de cada llave, se recurrió al tradicional sistema de eliminación directa mediante partidos de ida y vuelta, resultando ganador aquel equipo que obtuviese la mayor cantidad de puntos de entre los dos integrantes de cada llave. De producirse en empate en puntos, se procedió a desempatar por diferencia de goles y de persistir el empate en esa instancia, se definía la llave mediante tiros desde el punto penal. Debido a que la semifinal fue disputada por 6 equipos, como consecuencia de la clasificación directa del San Martín de Tucumán, los equipos que perdieron dichas semifinales resultaron ser 3, por lo que para completar las llaves se habilitó la cuarta plaza para el equipo mejor posicionado de la tabla anual acumulada, resultando este el Club Sportivo Belgrano de San Francisco (Córdoba).
Los ganadores de esta ronda ascendieron en forma directa al Torneo Argentino A, mientras que los perdedores jugaron para clasificar a la promoción.

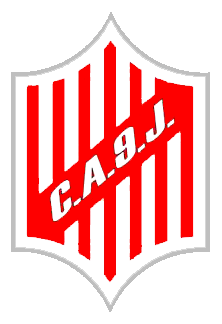
Club Atlético 9 de Julio (R) (Ascendido al Torneo Argentino A 2005-06)
Racing Athletic Club (O) (Ascendido al Torneo Argentino A 2005-06)

| Ronda 1 | Ronda 1                                        | Ronda 1           | Ronda 1  | Ronda 1           |
| Llaves  | Fechas                                         | Local             | Marcador | Visitante         |
| ------- | ---------------------------------------------- | ----------------- | -------- | ----------------- |
| 1       | Ida: 14-05-2005                                | 9 de Julio (R)    | 2-0      | Sp. Belgrano (SF) |
| 1       | Vuelta: 21-05-2005                             | Sp. Belgrano (SF) | 1-0      | 9 de Julio (R)    |
| 1       | Global: 9 de Julio (R) 2 - Sp. Belgrano (SF) 1 |                   |          |                   |
|         |                                                |                   |          |                   |
| 2       | Ida: 15-05-2005                                | Racing (O)        | 3-1      | Juventud (P)      |
| 2       | Vuelta: 21-05-2005                             | Juventud (P)      | 0-1      | Racing (O)        |
| 2       | Global: Racing (O) 4 - Juventud (P) 1          |                   |          |                   |

Ascendidos

- Club Atlético 9 de Julio (R)
(Ascendido al Torneo Argentino A 2005-06)
- Racing Athletic Club (O)
(Ascendido al Torneo Argentino A 2005-06)

### Ronda 2
En esta ronda compitieron los 2 equipos perdedores de las finales de las fases eliminatorias, a los que se les agregaron por disposición del Consejo Federal, los dos campeones del Torneo del Interior 2005: Real Arroyo Seco y Rivadavia de Lincoln. Al igual que en las anteriores instancias, los equipos fueron emparejados en llaves de eliminación directa, dependiendo de la cercanía geográfica. Para la definición de cada llave, se recurrió al tradicional sistema de eliminación directa mediante partidos de ida y vuelta, resultando ganador aquel equipo que obtuviese la mayor cantidad de puntos de entre los dos integrantes de cada llave. De producirse en empate en puntos, se procedió a desempatar por diferencia de goles y de persistir el empate en esa instancia, se definía la llave mediante tiros desde el punto penal.
Los ganadores de esta ronda ascendieron en forma directa al Torneo Argentino A, mientras que los perdedores jugaron para clasificar a la promoción.

Club Sportivo Patria (Ascendido al Torneo Argentino A 2005-06)

| Ronda 2 | Ronda 2                                   | Ronda 2          | Ronda 2  | Ronda 2          |
| Llaves  | Fechas                                    | Local            | Marcador | Visitante        |
| ------- | ----------------------------------------- | ---------------- | -------- | ---------------- |
| 1       | Ida: 25-05-2005                           | Rivadavia (L)    | 3-2      | Huracán (CR)     |
| 1       | Vuelta: 29-05-2005                        | Huracán (CR)     | 2-0      | Rivadavia (L)    |
| 1       | Global: Huracán (CR) 4 - Rivadavia (L) 3  |                  |          |                  |
|         |                                           |                  |          |                  |
| 2       | Ida: 25-05-2005                           | Real Arroyo Seco | 4-4      | Sp. Patria       |
| 2       | Vuelta: 29-05-2005                        | Sp. Patria       | 1-0      | Real Arroyo Seco |
| 2       | Global: Sp. Patria 5 - Real Arroyo Seco 1 |                  |          |                  |

Ascendidos

- Club Sportivo Patria
(Ascendido al Torneo Argentino A 2005-06)

## Tablas de descenso
Para determinar los descendidos y relegados a la promoción, se utilizaron las siguientes instancias:

### Descensos por zona
Los descensos en primera instancia fueron para el peor de la tabla acumulada de cada zona. Cada tabla acumuló los puntajes de la primera fase del Apertura 2004 y Clausura 2005.
| Pos. | Equipos                      | Pts | PJ | PG | PE | PP | GF | GC | DIF |
| ---- | ---------------------------- | --- | -- | -- | -- | -- | -- | -- | --- |
| 1º   | Huracán (Comodoro Rivadavia) | 35  | 20 | 9  | 8  | 3  | 31 | 18 | 13  |
| 2º   | Centenario (Neuquén)         | 32  | 20 | 8  | 8  | 4  | 27 | 14 | 13  |
| 3º   | Deportivo Madryn             | 30  | 20 | 8  | 6  | 6  | 31 | 21 | 10  |
| 4º   | Bancruz (Río Gallegos)       | 30  | 20 | 8  | 6  | 6  | 23 | 18 | 5   |
| 5º   | Alianza Cutral Có            | 16  | 20 | 7  | 4  | 9  | 23 | 33 | -10 |
| 6º   | Germinal (Rawson)            | 11  | 20 | 3  | 2  | 15 | 14 | 45 | -31 |

| Pos. | Equipos                      | Pts | PJ | PG | PE | PP | GF | GC | DIF |
| ---- | ---------------------------- | --- | -- | -- | -- | -- | -- | -- | --- |
| 1º   | Banfield (Mar del Plata)     | 31  | 20 | 8  | 7  | 5  | 22 | 17 | 5   |
| 2º   | Sporting (Punta Alta)        | 31  | 20 | 9  | 4  | 7  | 24 | 24 | 1   |
| 3º   | Racing (Olavarría)           | 30  | 20 | 9  | 3  | 8  | 28 | 22 | 6   |
| 4º   | Santamarina (Tandil)         | 27  | 20 | 7  | 6  | 7  | 26 | 28 | -2  |
| 5º   | Alvarado (Mar del Plata)     | 22  | 20 | 5  | 7  | 8  | 19 | 24 | -5  |
| 6º   | Grupo Universitario (Tandil) | 22  | 20 | 5  | 7  | 8  | 28 | 33 | -5  |

| Pos. | Equipos                      | Pts | PJ | PG | PE | PP | GF | GC | DIF |
| ---- | ---------------------------- | --- | -- | -- | -- | -- | -- | -- | --- |
| 1º   | Villa Atuel (Mendoza)        | 32  | 20 | 8  | 8  | 4  | 29 | 24 | 5   |
| 2º   | Juventud Alianza (San Juan)  | 30  | 20 | 8  | 6  | 6  | 20 | 18 | 2   |
| 3º   | Estudiantes (Río Cuarto)     | 29  | 20 | 6  | 11 | 3  | 24 | 16 | 8   |
| 4º   | Gimnasia y Esgrima (Mendoza) | 25  | 20 | 6  | 7  | 7  | 24 | 25 | -1  |
| 5º   | Deportivo Roca (Río Negro)   | 20  | 20 | 4  | 8  | 8  | 18 | 27 | -9  |
| 6º   | Estudiantes (San Luis)       | 19  | 20 | 10 | 7  | 17 | 17 | 22 | -5  |

| Pos. | Equipos                     | Pts | PJ | PG | PE | PP | GF | GC | DIF |
| ---- | --------------------------- | --- | -- | -- | -- | -- | -- | -- | --- |
| 1º   | La Plata F.C.               | 38  | 20 | 11 | 5  | 4  | 38 | 21 | 15  |
| 2º   | El Linqueño (Lincoln)       | 37  | 20 | 11 | 4  | 5  | 37 | 18 | 19  |
| 3º   | Sportivo Las Parejas        | 33  | 20 | 10 | 3  | 7  | 32 | 23 | 9   |
| 4º   | Juventud (Pergamino)        | 31  | 20 | 9  | 4  | 7  | 24 | 18 | 6   |
| 5º   | La Emilia (Buenos Aires)    | 28  | 20 | 8  | 4  | 8  | 27 | 23 | 4   |
| 6º   | Almirante Brown (Arrecifes) | 2   | 20 | 0  | 2  | 18 | 8  | 61 | -53 |

| Pos. | Equipos                    | Pts | PJ | PG | PE | PP | GF | GC | DIF |
| ---- | -------------------------- | --- | -- | -- | -- | -- | -- | -- | --- |
| 1º   | San Martín (T)             | 36  | 20 | 10 | 6  | 4  | 31 | 15 | 16  |
| 2º   | Atlético Ledesma           | 29  | 20 | 8  | 5  | 7  | 22 | 21 | 1   |
| 3º   | Central Norte (Salta)      | 28  | 20 | 7  | 7  | 6  | 22 | 20 | 2   |
| 4º   | San Martín (Catamarca)     | 26  | 20 | 8  | 2  | 10 | 16 | 26 | -10 |
| 5º   | Altos Hornos Zapla (Jujuy) | 23  | 20 | 5  | 8  | 7  | 17 | 22 | -5  |
| 6º   | Concepción F.C. (T)        | 20  | 20 | 4  | 8  | 8  | 21 | 25 | -4  |

| Pos. | Equipos                  | Pts | PJ | PG | PE | PP | GF | GC | DIF |
| ---- | ------------------------ | --- | -- | -- | -- | -- | -- | -- | --- |
| 1º   | Sportivo Belgrano (Cba)  | 44  | 20 | 13 | 5  | 2  | 40 | 9  | 31  |
| 2º   | Atlético Policial        | 38  | 20 | 11 | 5  | 4  | 38 | 21 | 17  |
| 3º   | Alumni (Villa María)     | 33  | 20 | 10 | 3  | 7  | 32 | 26 | 6   |
| 4º   | Independiente (La Rioja) | 21  | 20 | 7  | 0  | 13 | 26 | 47 | -21 |
| 5º   | Central Córdoba (SdE)    | 20  | 20 | 5  | 5  | 10 | 17 | 19 | -2  |
| 6º   | Mitre (SdE)              | 13  | 20 | 3  | 4  | 13 | 23 | 54 | -31 |

| Pos. | Equipos                       | Pts | PJ | PG | PE | PP | GF | GC | DIF |
| ---- | ----------------------------- | --- | -- | -- | -- | -- | -- | -- | --- |
| 1º   | Atlético Uruguay (Entre Ríos) | 34  | 20 | 9  | 7  | 4  | 34 | 24 | 10  |
| 2º   | Boca Unidos (Corrientes)      | 29  | 20 | 8  | 5  | 7  | 30 | 23 | 7   |
| 3º   | Textil Mandiyú (Corrientes)   | 29  | 20 | 8  | 5  | 7  | 25 | 28 | -3  |
| 4º   | Guaraní Antonio Franco        | 25  | 20 | 6  | 7  | 7  | 27 | 30 | -3  |
| 5º   | Juventud Unida (Gualeguaychú) | 25  | 20 | 7  | 4  | 9  | 32 | 36 | -4  |
| 6º   | Sportivo El Dorado (Misiones) | 19  | 20 | 3  | 10 | 7  | 22 | 29 | -7  |

| Pos. | Equipos                   | Pts | PJ | PG | PE | PP | GF | GC | DIF |
| ---- | ------------------------- | --- | -- | -- | -- | -- | -- | -- | --- |
| 1º   | Chaco For Ever            | 38  | 20 | 12 | 2  | 6  | 36 | 27 | 7   |
| 2º   | Sportivo Patria (Formosa) | 33  | 20 | 10 | 3  | 7  | 31 | 26 | 5   |
| 3º   | 9 de Julio (Rafaela)      | 30  | 20 | 7  | 9  | 4  | 27 | 20 | 7   |
| 4º   | Patronato (Paraná)        | 24  | 20 | 6  | 6  | 8  | 28 | 23 | 5   |
| 5º   | Libertad (Sunchales)      | 21  | 20 | 4  | 9  | 7  | 24 | 28 | -4  |
| 6º   | Sarmiento (Resistencia)   | 18  | 20 | 5  | 3  | 12 | 25 | 45 | -20 |

|  | Relegados a la tabla de desempate |
|  | Descendió al Torneo del Interior  |

#### Desempate
Ante igualdad de puntos, desempata los partidos entre sí.
| Pos. | Equipos                      | Pts | PJ | PG | PE | PP | GF | GC | DIF |
| ---- | ---------------------------- | --- | -- | -- | -- | -- | -- | -- | --- |
| 1º   | Alvarado (Mar del Plata)     | 7   | 4  | 2  | 1  | 1  | 8  | 8  | 0   |
| 2º   | Grupo Universitario (Tandil) | 4   | 4  | 1  | 1  | 2  | 8  | 8  | 0   |

|  | Descendió al Torneo del Interior |

| Local               | Resultado | Visitante           | Fecha                  |
| ------------------- | --------- | ------------------- | ---------------------- |
| Grupo Universitario | 1 - 2     | Alvarado            | 30 de octubre de 2004  |
| Alvarado            | 1 - 0     | Grupo Universitario | 4 de diciembre de 2004 |
| Alvarado            | 2 - 4     | Grupo Universitario | 20 de febrero de 2005  |
| Grupo Universitario | 3 - 3     | Alvarado            | 28 de marzo de 2005    |

### Tabla General de descenso
En segunda instancia, se determinaron los descensos y promociones para los últimos la Tabla General que no hayan descendido en la instancia anterior.
| Zona | Equipo                        | Pts | PJ | DIF |
| ---- | ----------------------------- | --- | -- | --- |
| 1º   | Sportivo Belgrano (Cba)       | 44  | 20 | 31  |
| 2º   | Atlético Policial             | 38  | 20 | 17  |
| 3º   | La Plata F.C.                 | 38  | 20 | 15  |
| 4º   | Chaco For Ever                | 38  | 20 | 7   |
| 5º   | El Linqueño (Lincoln)         | 37  | 20 | 19  |
| 6º   | San Martín (T)                | 36  | 20 | 16  |
| 7º   | Huracán (Comodoro Rivadavia)  | 35  | 20 | 13  |
| 8º   | Atlético Uruguay (Entre Ríos) | 34  | 20 | 10  |
| 9º   | Sportivo Las Parejas          | 33  | 20 | 9   |
| 10º  | Alumni (Villa María)          | 33  | 20 | 6   |
| 11º  | Sportivo Patria (Formosa)     | 33  | 20 | 5   |
| 12º  | Centenario (Neuquén)          | 32  | 20 | 13  |
| 13º  | Villa Atuel (Mendoza)         | 32  | 20 | 5   |
| 14º  | Juventud (Pergamino)          | 31  | 20 | 6   |
| 15º  | Banfield (Mar del Plata)      | 31  | 20 | 5   |
| 16º  | Sporting (Punta Alta)         | 31  | 20 | 1   |
| 17º  | Deportivo Madryn              | 30  | 20 | 10  |
| 18º  | 9 de Julio (Rafaela)          | 30  | 20 | 7   |
| 19º  | Racing (Olavarría)            | 30  | 20 | 6   |
| 20º  | Bancruz (Río Gallegos)        | 30  | 20 | 5   |
| 21º  | Juventud Alianza (San Juan)   | 30  | 20 | 2   |
| 22º  | Estudiantes (Río Cuarto)      | 29  | 20 | 8   |
| 23º  | Boca Unidos (Corrientes)      | 29  | 20 | 7   |
| 24º  | Atlético Ledesma              | 29  | 20 | 1   |
| 25º  | Textil Mandiyú (Corrientes)   | 29  | 20 | -3  |
| 26º  | La Emilia (Buenos Aires)      | 28  | 20 | 4   |
| 27º  | Central Norte (Salta)         | 28  | 20 | 2   |
| 28º  | Santamarina (Tandil)          | 27  | 20 | -2  |
| 29º  | San Martín (Catamarca)        | 26  | 20 | -10 |
| 30º  | Gimnasia y Esgrima (Mendoza)  | 25  | 20 | -1  |
| 31º  | Guaraní Antonio Franco        | 25  | 20 | -3  |
| 32º  | Juventud Unida (Gualeguaychú) | 25  | 20 | -4  |
| 33º  | Patronato (Paraná)            | 24  | 20 | 5   |
| 34º  | Altos Hornos Zapla (Jujuy)    | 23  | 20 | -5  |
| 35º  | Alvarado (Mar del Plata)      | 22  | 20 | -5  |
| 36º  | Grupo Universitario (Tandil)  | 22  | 20 | -5  |
| 37º  | Libertad (Sunchales)          | 21  | 20 | -4  |
| 38º  | Independiente (La Rioja)      | 21  | 20 | -21 |
| 39º  | Central Córdoba (SdE)         | 20  | 20 | -2  |
| 40º  | Concepción F.C. (T)           | 20  | 20 | -4  |
| 41º  | Deportivo Roca (Río Negro)    | 20  | 20 | -9  |
| 42º  | Estudiantes (San Luis)        | 19  | 20 | -5  |
| 43º  | Sportivo El Dorado (Misiones) | 19  | 20 | -7  |
| 44º  | Sarmiento (Resistencia)       | 18  | 20 | -20 |
| 45º  | Alianza Cutral Có             | 16  | 20 | -10 |
| 46º  | Mitre (SdE)                   | 13  | 20 | -31 |
| 47º  | Germinal (Rawson)             | 11  | 20 | -31 |
| 48º  | Almirante Brown (Arrecifes)   | 2   | 20 | -53 |

|  | Jugó la Liguilla Complementaria por ser el mejor posicionado de esta tabla. |
|  | Jugó la promoción                                                           |
|  | Descendió por peor acumulado en Tabla General, sin ser último de su zona.   |
|  | Descendió por último de su zona.                                            |

## Promoción

### Clasificación para la promoción
Previo a la Promoción de Ascenso al Argentino A, se disputó un Reducido entre los equipos perdedores de la Liguilla Complementaria, para definir a los equipos que finalmente disputaron las promociones de ascenso. Los criterios de emparejamiento de las llaves y los criterios de definición, fueron los establecidos a lo largo del torneo.
Los ganadores de este reducido clasificaron a la Promoción, mientras que los perdedores finalizaron su participación en el Torneo.
| Repechaje para promoción                                                       | Repechaje para promoción                              | Repechaje para promoción | Repechaje para promoción | Repechaje para promoción |
| Llaves                                                                         | Fechas                                                | Local                    | Marcador                 | Visitante                |
| ------------------------------------------------------------------------------ | ----------------------------------------------------- | ------------------------ | ------------------------ | ------------------------ |
| 1                                                                              | Ida: 04-06-2005                                       | Rivadavia (L)            | 0-0                      | Real Arroyo Seco         |
| 1                                                                              | Vuelta: 12-06-2005                                    | Real Arroyo Seco         | 2-0                      | Rivadavia (L)            |
| 1                                                                              | Global: Real Arroyo Seco 2 - Rivadavia (L) 0          |                          |                          |                          |
|                                                                                |                                                       |                          |                          |                          |
| 2                                                                              | Ida: 05-06-2005                                       | Juventud (P)             | 2-1                      | Sp. Belgrano (SF)        |
| 2                                                                              | Vuelta: 12-06-2005                                    | Sp. Belgrano (SF)        | 1-0                      | Juventud (P)             |
| 2                                                                              | Global: Juventud (P) 2 (4) - Sp. Belgrano (SF) 2 (2). |                          |                          |                          |
| Real Arroyo Seco y Juventud (P) jugaron la Promoción de Ascenso al Argentino A |                                                       |                          |                          |                          |

### Promociones con el Torneo Argentino A
La jugaron los ganadores del reducido clasificatorio, contra dos equipos provenientes del Torneo Argentino A 2004-05, promediados para tal instancia. Como en instancias anteriores de enfrentamientos directos, se mantuvieron los criterios de organización y definición de las llaves, con la salvedad de que en caso de empate absoluto, el equipo proveniente del Torneo Argentino A mantenía la categoría, por poseer la ventaja deportiva de provenir de una categoría superior.
Los equipos ganadores de esta instancia, ascendían al Torneo Argentino A 2005-06 o bien, mantenían la categoría. Los perdedores descendían al Torneo Argentino B 2005-06 o bien, permanecían en dicha categoría.
| Promoción 1                                                   | Promoción 1                                             | Promoción 1              | Promoción 1 | Promoción 1              |
| Llaves                                                        | Fechas                                                  | Local                    | Marcador    | Visitante                |
| ------------------------------------------------------------- | ------------------------------------------------------- | ------------------------ | ----------- | ------------------------ |
| 1                                                             | Ida: 19-06-2005                                         | Juventud (P)             | 0-1         | Independiente Rivadavia  |
| 1                                                             | Vuelta: 26-06-2005                                      | Independiente Rivadavia  | 3-0         | Juventud (P)             |
| 1                                                             | Global: Independiente Rivadavia 4 - Juventud (P) 0      |                          |             |                          |
| Independiente Rivadavia permaneció en el Torneo Argentino A.  |                                                         |                          |             |                          |
|                                                               |                                                         |                          |             |                          |
| Promoción 2                                                   |                                                         |                          |             |                          |
| Llaves                                                        | Fechas                                                  | Local                    | Marcador    | Visitante                |
| 2                                                             | Ida: 19-06-2005                                         | Real Arroyo Seco         | 0-1         | Gimnasia y Esgrima (CdU) |
| 2                                                             | Vuelta: 03-07-2005                                      | Gimnasia y Esgrima (CdU) | 0-0         | Real Arroyo Seco         |
| 2                                                             | Global: Gimnasia y Esgrima (CdU) 1 - Real Arroyo Seco 0 |                          |             |                          |
| Gimnasia y Esgrima (CdU) permaneció en el Torneo Argentino A. |                                                         |                          |             |                          |

### Séptimo ascenso
Debido a una disposición del Consejo Federal por la cual se propuso una nueva reforma a los torneos de ascenso, el organismo dispuso de una nueva instancia de ascenso, para totalizar 7 equipos que puedan acceder al Torneo Argentino A 2005-06. En efecto, esta última instancia fue disputada por los perdedores de las promociones de ascenso con los equipos del Argentino A. Para definir la llave, se repitieron los criterios usados en ocasiones anteriores.
El ganador de este último repechaje ascendió al Torneo Argentino A, mientras que el perdedor permaneció en el Argentino B.

Club Atlético Juventud (P) (Ascendido al Torneo Argentino A 2005-06)

| Último ascenso                               | Último ascenso   | Último ascenso | Último ascenso   |
| Fechas                                       | Local            | Marcador       | Visitante        |
| -------------------------------------------- | ---------------- | -------------- | ---------------- |
| Ida 10-07-2005                               | Juventud (P)     | 3-0            | Real Arroyo Seco |
| Vuelta: 17-07-2005                           | Real Arroyo Seco | 3-2            | Juventud (P)     |
| Global: Juventud (P) 5 - Real Arroyo Seco 3. |                  |                |                  |

Ascendido

- Club Atlético Juventud (P)
(Ascendido al Torneo Argentino A 2005-06)

### Promociones de descenso
| Crucero del Norte                                                     | 1 - 1 | Independiente (La Rioja) | Comandante Andrés Guacurarí | 29 de mayo de 2005 |
| Independiente (La Rioja)                                              | 1 - 1 | Crucero del Norte        | -                           | 5 de junio de 2005 |
| Crucero del Norte asciende tras ganar en la tanda de penales por 2-1. |       |                          |                             |                    |

| Independencia (González Chaves)                                   | 0 - 4 | Central Córdoba (SdE)           | - | 29 de mayo de 2005 |
| Central Córdoba (SdE)                                             | 3 - 1 | Independencia (González Chávez) | - | 5 de junio de 2005 |
| Central Córdoba (SdE) conserva la categoría con un global de 7-1. |       |                                 |   |                    |